# Dichiarazione d'indipendenza israeliana

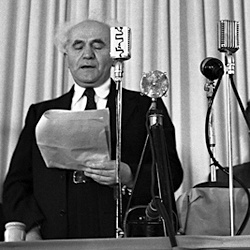
David Ben Gurion legge la dichiarazione d'indipendenza alla cerimonia della dichiarazione di stato il 14 maggio 1948 davanti ai microfoni della casa discografica Sound, in collegamento con la nuova stazione radio Kol Yisrael

La Dichiarazione d'indipendenza israeliana, formalmente nota come Dichiarazione dell'istituzione dello Stato d'Israele (in ebraico  הכרזה על הקמת מדינת ישראל‎?), fu approvata dal Moetzet HaAm (Consiglio popolare ebraico) il 14 maggio 1948 (5 Iyar 5708) e letta ai microfoni della nuova stazione radio Kol Yisrael da David Ben Gurion, capo esecutivo dell'Organizzazione sionista mondiale e presidente dell'Agenzia ebraica per Israele, e presto primo ministro del nuovo Stato. Fu proclamata l'istituzione di uno Stato ebraico nella terra d'Israele denominato Stato d'Israele, che sarebbe entrato in vigore alla fine del mandato britannico alla mezzanotte di quel giorno.
L'evento è celebrato ogni anno in Israele con una festa nazionale dell'indipendenza il 5 Iyar di ogni anno secondo il calendario ebraico.

## Contesto storico

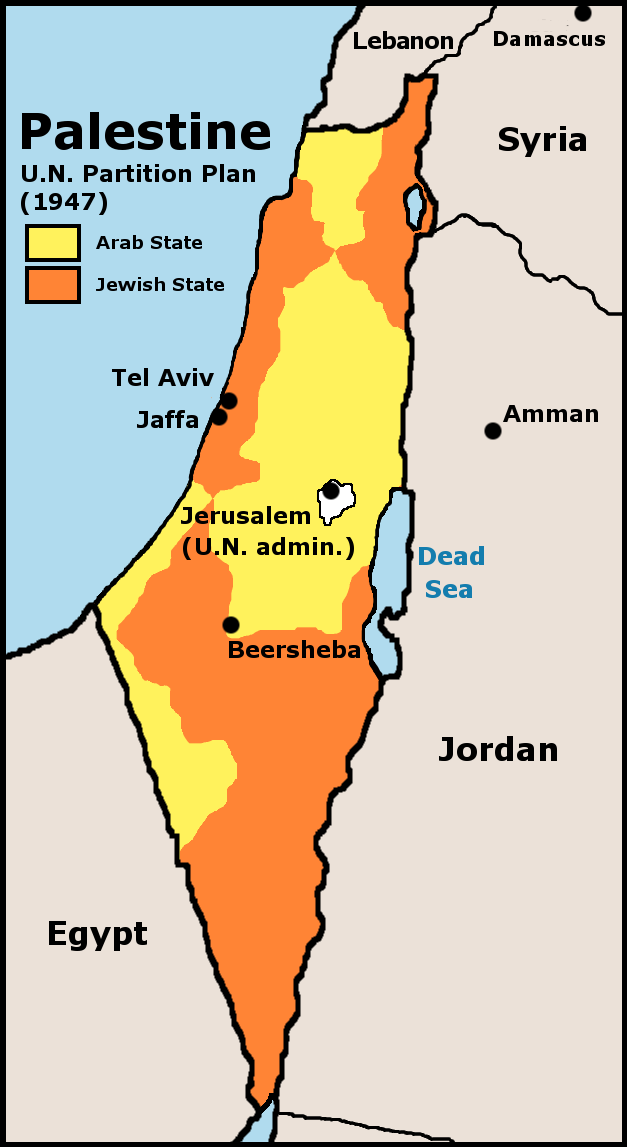
Il piano di partizione delle Nazioni Unite

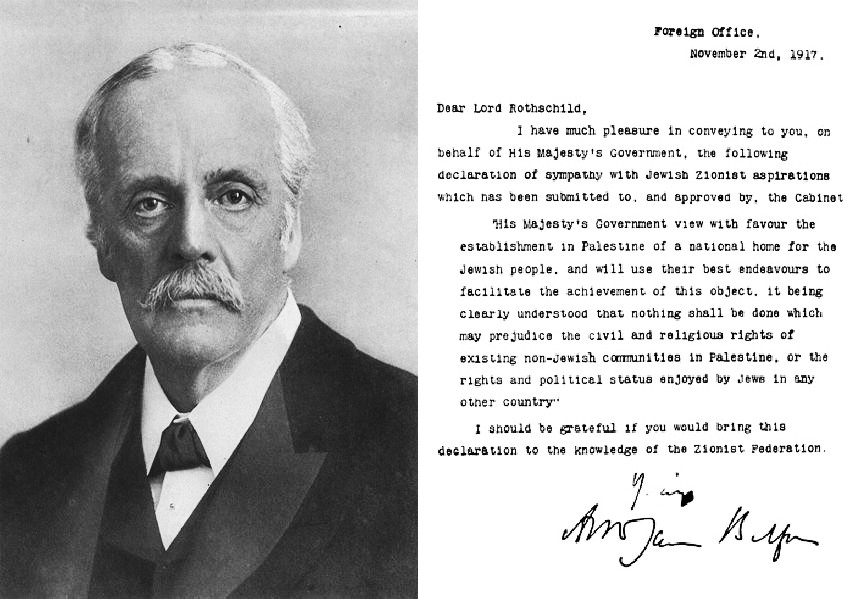
Ritratto di lord Balfour, insieme alla sua dichiarazione del 1917

La possibilità di una patria ebraica nel mandato britannico della Palestina era stata un obiettivo delle organizzazioni sioniste dalla fine del XIX secolo. Nel 1917, l'allora ministro degli Esteri britannico, Arthur James Balfour, dichiarò in una lettera al leader della comunità ebraica britannica lord Walter Rothschild, che:
(Arthur Balfour, lettera a Walter Rothschild)
Attraverso questa lettera, che divenne nota come dichiarazione Balfour, la politica del governo britannico approvò ufficialmente il sionismo. Dopo la prima guerra mondiale, il Regno Unito ricevette un mandato per la Palestina, che aveva conquistato dagli ottomani durante la guerra. Nel 1937 la Commissione Peel suggerì di spartire Mandato Palestina in uno stato arabo e uno stato ebraico, sebbene la proposta fu respinta dal governo come inattuabile e fu almeno in parte responsabile del rinnovamento della rivolta araba del 1936-1939.
Di fronte alla crescente violenza dopo la seconda guerra mondiale, gli inglesi consegnarono la questione alle Nazioni Unite recentemente istituite. Il risultato fu la risoluzione 181 (II), un piano per dividere il territorio del mandato britannico della Palestina tra Stati arabi ed ebrei indipendenti con un regime internazionale speciale per la città di Gerusalemme. Lo stato ebraico avrebbe ricevuto circa il 56% della superficie terrestre del Mandato di Palestina, includendo l'82% della popolazione ebraica, sebbene fosse separata da Gerusalemme. Il piano fu accettato dalla maggior parte della popolazione ebraica, ma respinto da gran parte della popolazione araba. Il 29 novembre 1947, la risoluzione raccomandava al Regno Unito, in quanto potenza mandataria per la Palestina, e a tutti gli altri membri delle Nazioni Unite, l'adozione e l'attuazione, per quanto riguarda il futuro governo del Mandato britannico della Palestina, del piano di partizione con l'unione economica che sono state messe ai voti nell’Assemblea generale delle Nazioni Unite.

Il risultato è stato di 33 a 13 a favore della risoluzione, con 10 astensioni.
Stati arabi ed ebrei indipendenti e il regime internazionale speciale per la città di Gerusalemme (...) nasceranno in Palestina due mesi dopo che l'evacuazione delle forze armate della potenza obbligatoria è stata completata, ma in ogni caso entro il 1° ottobre 1948.»
(Risoluzione 181)
I paesi arabi, che si erano tutti opposti al piano, hanno proposto di interrogare la Corte internazionale di giustizia sulla competenza dell'Assemblea generale a dividere un paese, ma la risoluzione è stata respinta.

### Redazione del testo

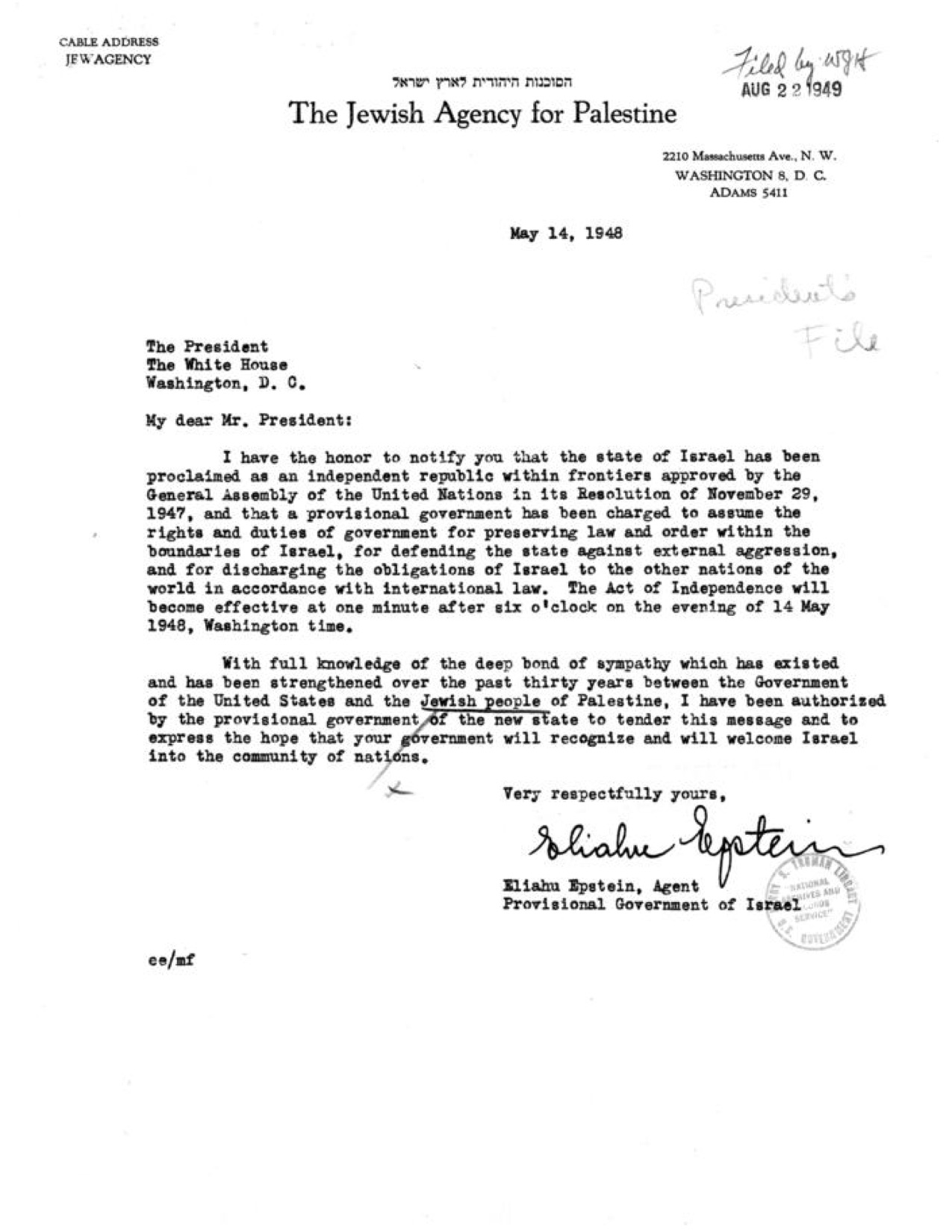
Nel giorno della sua proclamazione, Eliahu Epstein scrisse a Harry S. Truman che lo stato era stato proclamato "all'interno delle frontiere approvate dall'Assemblea Generale delle Nazioni Unite nella sua risoluzione del 29 novembre 1947".

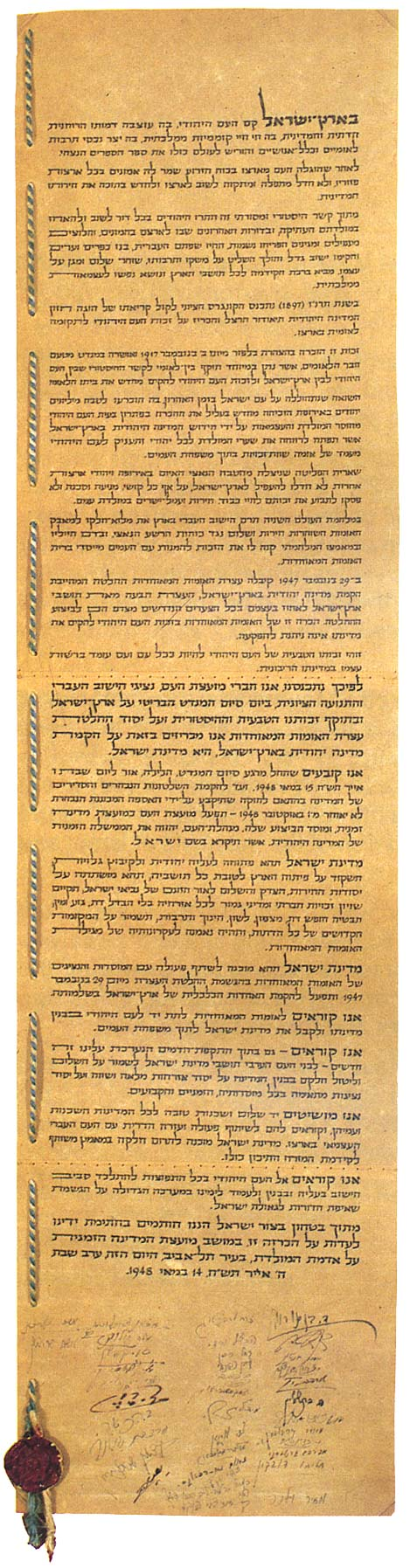
Dichiarazione d'indipendenza israeliana

La prima bozza della dichiarazione è stata fatta da Zvi Berenson, consulente legale del sindacato Histadrut e in seguito giudice della Corte suprema, su richiesta di Pinchas Rosen. Una seconda bozza, rivista, è stata fatta da tre avvocati, A. Beham, A. Hintzheimer e Z. E. Baker, ed è stata rivista da un primo comitato che comprende David Remez, Pinchas Rosen, Haim Moshe Shapira, Moshe Sharett e Aharon Zisling. Una seconda riunione del comitato, che comprendeva David Ben Gurion, Yehuda Leib Maimon, Moshe Sharett e Aharon Zisling, ha prodotto il testo finale.

### Voto del Minhelet HaAm
Il 12 maggio 1948, il Minhelet HaAm (in ebraico: מנהלת העם, letteralmente Amministrazione popolare) fu convocato per votare sulla dichiarazione d'indipendenza. Mancavano tre dei tredici membri, con Yehuda Leib Maimon e Yitzhak Gruenbaum bloccati nella Gerusalemme assediata, mentre Yitzhak Meir Levin era negli Stati Uniti.
L'incontro è iniziato alle 1:45 del pomeriggio e si è concluso dopo la mezzanotte. La decisione era tra accettare la proposta di tregua, formulata dagli americani, o dichiarare l'indipendenza. Quest'ultima opzione è stata messa ai voti, con sei dei dieci membri presenti a sostenerla:
- a favore: David Ben Gurion e Moshe Sharett del partito Mapai, Peretz Bernstein (Sionisti Generali), Haim Moshe Shapira (Hapoel HaMizrachi), Mordechai Bentov e Aharon Zisling del partito Mapam.
- Contrari: Eliezer Kaplan e David Remez del partito Mapai, Pinchas Rosen (Partito della Nuova Aliyah), Bechor Shalom Sheetrit (comunità Sefardite e Orientali).

Chaim Weizmann, presidente dell'Organizzazione sionista mondiale, e che presto diventerà il primo presidente d'Israele, approvò la decisione, dopo aver riferito di aver chiesto:
(Chaim Weizmann)

### Formulazione finale
Il progetto di testo è stato presentato per l'approvazione a una riunione di Moetzet HaAm (in ebraico: מועצת העם, letteralmente Consiglio popolare) presso l'edificio del Fondo Nazionale Ebraico di Tel Aviv il 14 maggio. La riunione è iniziata alle 13:50 e si è conclusa alle 15:00, un'ora prima che la dichiarazione dovesse essere fatta, e nonostante le divergenze in corso, con un voto unanime a favore del testo finale. Durante il processo, ci sono stati due dibattiti importanti, incentrati su questioni quali confini e religione.

#### Confini

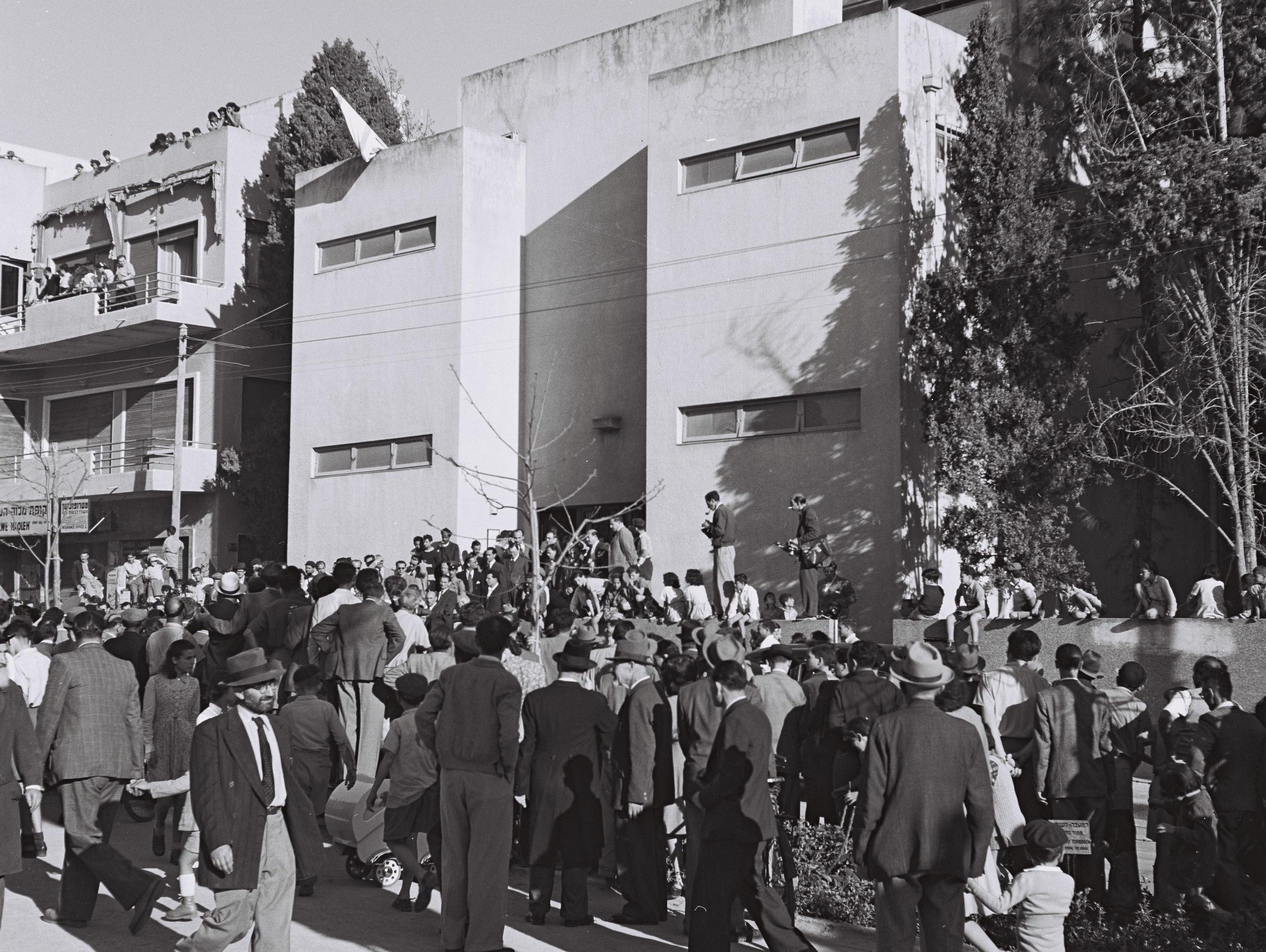
Gli abitanti di Tel Aviv aspettano fuori dall'edificio del JNF i delegati durante la dichiarazione di indipendenza

I confini non sono stati specificati nella Dichiarazione. Tuttavia, il suo quattordicesimo paragrafo includeva un impegno per l'attuazione del piano di partizione delle Nazioni Unite:
(Dichiarazione d'indipendenza d'Israele)

Il progetto originale aveva dichiarato che i confini sarebbero stati decisi dal piano di partizione dell'ONU. Mentre questo è stato sostenuto da Pinchas Rosen e Bechor Shalom Sheetrit, è stato contrastato da Ben Gurion e Aharon Zisling, con Ben Gurion che ha dichiarato:
(Ben Gurion)
 L'inclusione della designazione dei confini nel testo è stata abbandonata dopo che il governo provvisorio d'Israele, il Minhelet HaAm, ha votato 5 a 4 contro di esso. I revisionisti, impegnati in uno stato ebraico su entrambe le sponde del fiume Giordano, ovvero la Transgiordania, volevano includere la frase "entro i suoi confini storici", ma senza successo.

#### Religione
Il secondo problema principale riguardava l'inclusione di Dio nell'ultima sezione del documento, con la bozza che utilizzava la frase "e riponendo la nostra fiducia nell'Onnipotente". I due rabbini, Shapira e Yehuda Leib Maimon, hanno sostenuto la sua inclusione, dicendo che non poteva essere omesso, con Shapira che sosteneva la dicitura "Dio d'Israele" o "Onnipotente e Redentore d'Israele". Fu fortemente opposto da Aharon Zisling, un membro del secolarista Mapam. Alla fine fu usata la frase "rocca d'Israele", che poteva essere interpretata come riferendosi a Dio, o alla terra d'Israele, Ben Gurion dice: 
(Ben Gurion)
 Sebbene il suo uso fosse ancora contrastato da Zisling, la frase fu accettata senza voto.

#### Denominazione del nuovo stato
Gli scrittori dovevano anche decidere il nome del nuovo stato. Terra d'Israele (Eretz Israel), Ever (dal nome Eber), Judea e Sion furono tutti suggeriti, così come Ziona, Ivriya ed Herzliya. La Giudea e Sion furono respinte perché, secondo il piano di spartizione, Gerusalemme (Sion) e la maggior parte dei monti della Giudea sarebbero stati fuori dal nuovo stato. Ben Gurion ha presentato "Israele" ed è passato con un voto di 6 a 3. I documenti ufficiali rilasciati nell'aprile 2013 dall'Archivio di Stato d'Israele mostrano che alcuni giorni prima della fondazione dello Stato d'Israele nel maggio 1948, i funzionari stavano ancora discutendo su come il nuovo paese sarebbe stato chiamato in arabo: Palestina (فلسطين Filastin), Sion (صهيون Sayoun) o Israele (إسرائيل Eesra'il). Furono fatte due ipotesi: "Che uno stato arabo stava per essere istituito accanto a quello ebraico in linea con la risoluzione delle partizioni dell'ONU dell'anno precedente, e che lo stato ebraico avrebbe incluso una grande minoranza araba i cui sentimenti dovevano essere presi in considerazione". Alla fine, i funzionari hanno respinto il nome Palestina perché pensavano che sarebbe stato il nome del nuovo stato arabo e avrebbero potuto creare confusione, quindi hanno optato per l'opzione più semplice: Israele.

#### Altri contenuti
Alla riunione del 14 maggio, diversi altri membri di Moetzet HaAm hanno suggerito aggiunte al documento. Meir Vilner voleva che denunciasse il mandato e le forze armate britanniche, ma Sharett disse che era fuori posto. Meir Argov ha spinto a menzionare i campi degli sfollati in Europa e a garantire la libertà di lingua. Ben Gurion concordò con quest'ultimo, ma notò che l'ebraico doveva essere la lingua principale dello stato.

Il dibattito sulla formulazione non è terminato del tutto anche dopo che la dichiarazione era stata formulata. Il firmatario della dichiarazione Meir David Loewenstein ha successivamente affermato:
(Meir David Lowenstein)

## Cerimonia di dichiarazione

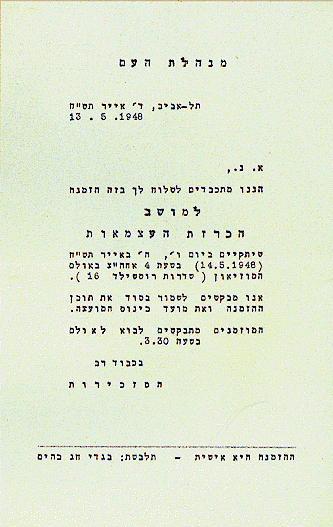
L'invito alla cerimonia, datato 13 maggio 1948.

La cerimonia si tenne al museo di Tel Aviv (oggi noto come Independence Hall), ma non fu ampiamente pubblicizzata poiché si temeva che le autorità britanniche potessero tentare di impedirla, o che gli eserciti arabi potessero invadere prima del previsto. Gli inviti vennero diramati tramite dei messaggeri la mattina del 14 maggio, dicendo ai destinatari di arrivare alle 15:30 e di mantenere segreto l'evento. La cerimonia iniziò alle 16:00 (orario scelto per non violare il sabato) e venne trasmesso in diretta come prima trasmissione della nuova stazione radio Kol Yisrael.

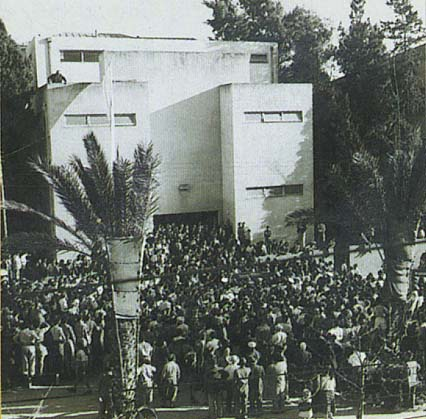
Una folla celebrativa fuori dal museo di Tel Aviv, situato al 16 di Rothschild Boulevard, per ascoltare la dichiarazione

La bozza finale della dichiarazione fu redatta presso l'edificio del Fondo Nazionale Ebraico in seguito alla sua approvazione all'inizio della giornata. Ze'ev Sherf, che rimase nell'edificio per ultimare il testo, si era dimenticato di organizzare il trasporto per se stesso. Alla fine, dovette fermare un'auto di passaggio e chiedere al conducente (che guidava senza patente un'auto in prestito) di portarlo alla cerimonia. La richiesta di Sherf fu inizialmente respinta, ma poi riuscì a convincere l'automobilista a prenderlo a bordo. Un poliziotto fermò l'auto per eccesso di velocità durante la guida attraverso la città, ma non emise una contravvenzione dopo che gli fu spiegato che stava ritardando la dichiarazione di indipendenza. Sherf arrivò al museo alle 15:59.

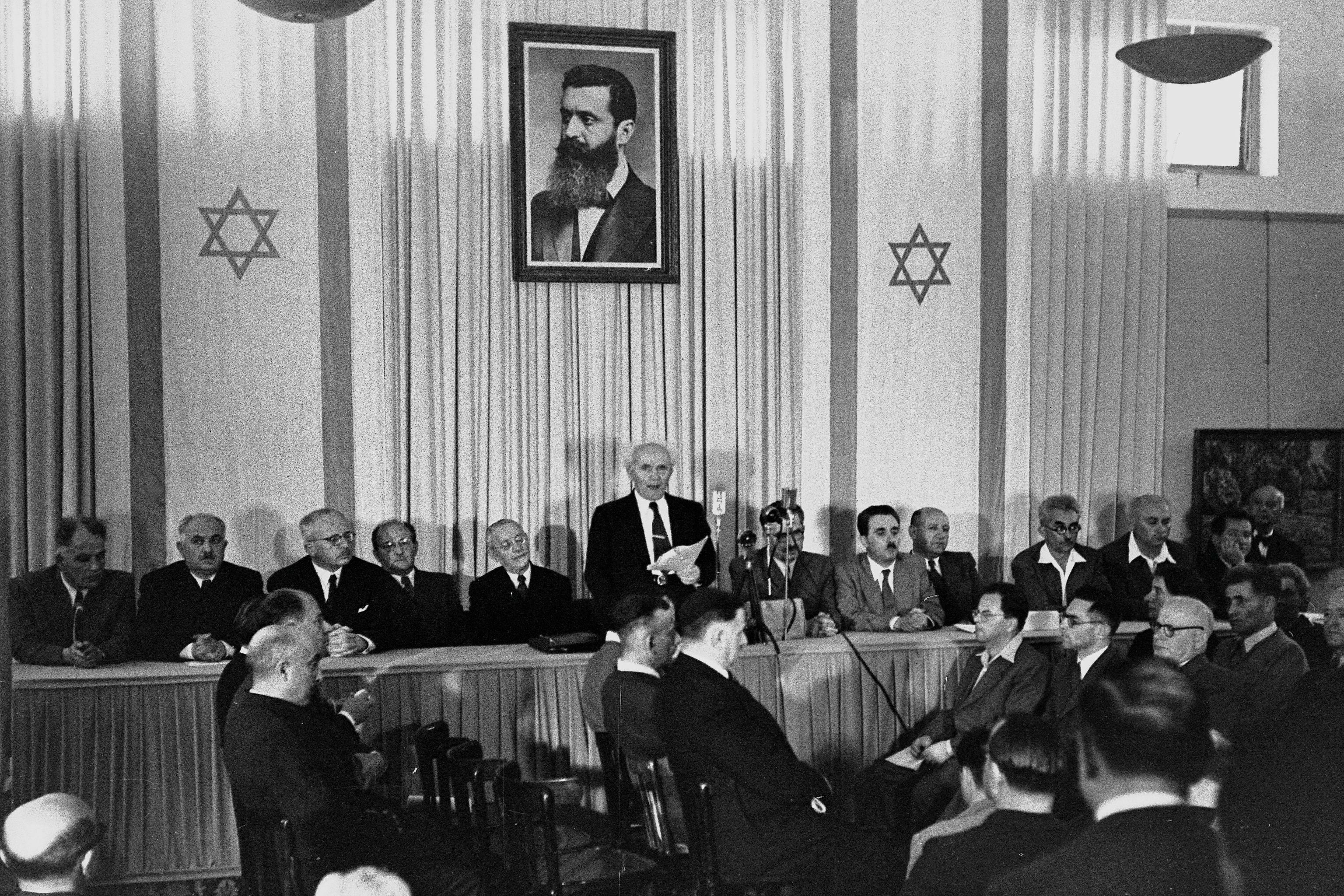
David Ben Gurion dichiara l'indipendenza sotto un grande ritratto di Theodor Herzl, fondatore del sionismo moderno

Alle 16:00, Ben Gurion aprì la cerimonia battendo il martelletto sul tavolo, ed i 250 presenti intonarono spontaneamente l'Hatikvah, che presto diventerà l'inno nazionale israeliano. Sul muro dietro il podio c'era un ritratto di Theodor Herzl, il fondatore del moderno sionismo, e due bandiere, di quella che in seguito diventerà la bandiera ufficiale d'Israele.
Dopo aver detto al pubblico:
(Ben Gurion)

Ben Gurion seguitò a leggere la dichiarazione, impiegando 16 minuti, terminando con le parole: 
(Ben Gurion)
 e invitando il rabbino Fishman a recitare la benedizione di Shehecheyanu.

### Firmatari
Come leader dello Yishuv, David Ben Gurion fu la prima persona a firmare. La dichiarazione doveva essere firmata da tutti i 37 membri di Moetzet HaAm. Tuttavia, non potevano partecipare dodici membri, undici dei quali intrappolati nella Gerusalemme assediata e uno all'estero. I restanti 25 firmatari presenti vennero chiamati in ordine alfabetico per firmare, lasciando spazi per gli assenti. Sebbene gli fosse rimasto uno spazio tra le firme di Eliyahu Dobkin e Meir Vilner, Zerach Warhaftig firmò in cima alla colonna successiva, portando a ipotizzare che il nome di Vilner fosse stato lasciato solo per isolarlo o per sottolineare che anche un comunista era d'accordo con la dichiarazione. Tuttavia, Warhaftig in seguito lo negò, affermando che gli era stato lasciato uno spazio (poiché era uno dei firmatari intrappolati a Gerusalemme) in cui una forma ebraica del suo nome si sarebbe adattata alfabeticamente, ma insistette per firmare con il suo nome reale in modo da onorare la memoria di suo padre e così fu spostato giù di due spazi. Lui e Vilner sarebbero stati gli ultimi firmatari sopravvissuti e rimasero vicini per il resto della loro vita. Dei firmatari, due erano donne: Golda Meir (Meyerson/Myerson) e Rachel Cohen Kagan.

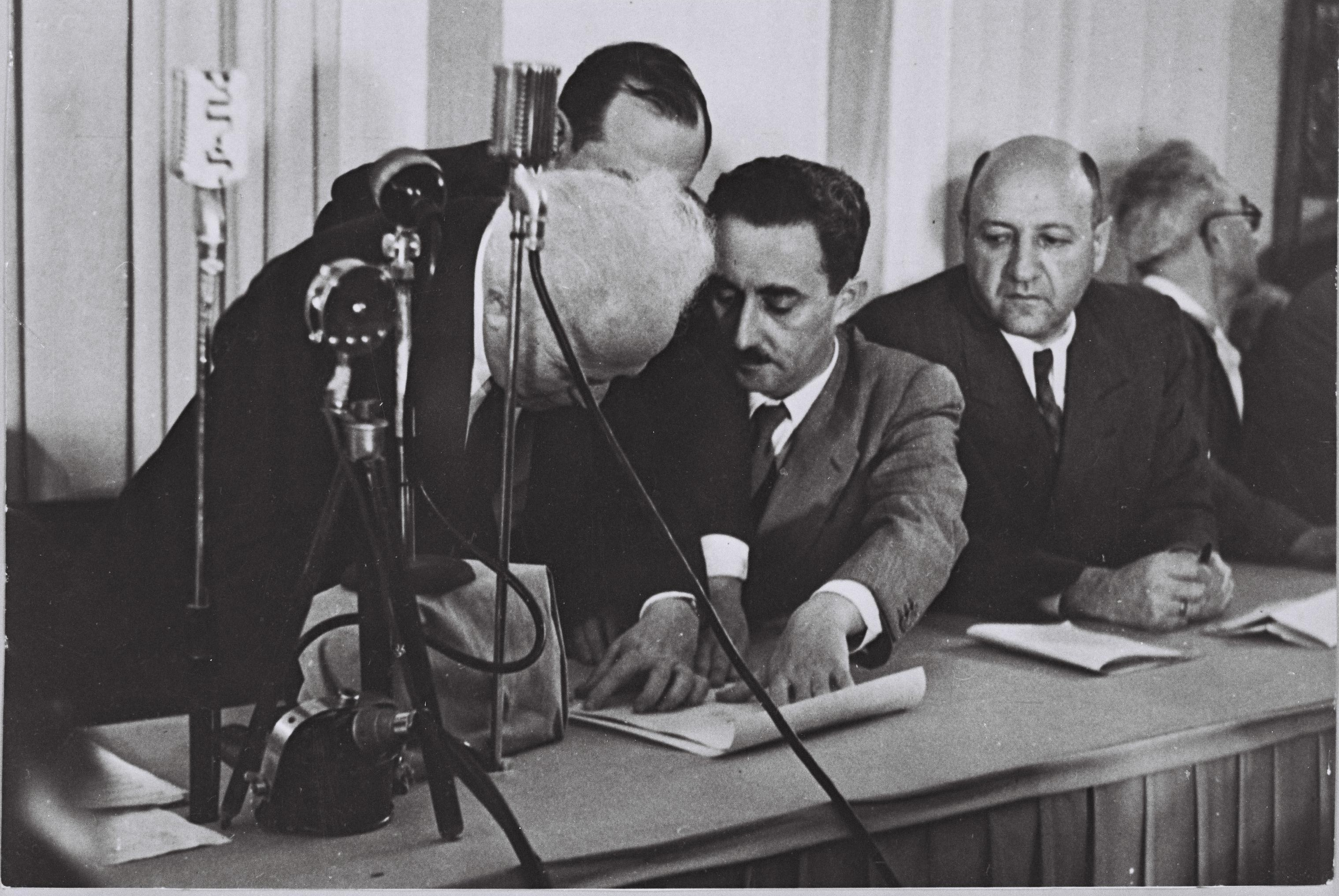
Ben Gurion (a sinistra) firma la Dichiarazione di Indipendenza, mentre Moshe Sharett gli tiene il foglio

Quando Herzl Rosenblum, un giornalista, fu chiamato per firmare, Ben Gurion gli ordinò di firmare sotto il nome di Herzl Vardi, suo pseudonimo, poiché desiderava più nomi ebraici sul documento. Sebbene Rosenblum abbia accettato la richiesta di Ben Gurion e legalmente abbia cambiato poi il suo nome in Vardi, in seguito ammise di pentirsi di non aver firmato con Rosenblum. Numerosi altri firmatari in seguito ebraizzarono i loro nomi, tra cui: Meir Argov (Grabovsky), Peretz Bernstein (poi Fritz Bernstein), Avraham Granot (Granovsky), Avraham Nissan (Katznelson), Moshe Kol (Kolodny), Yehuda Leib Maimon (Fishman), Golda Meir (Meyerson / Myerson), Pinchas Rosen (Felix Rosenblueth) e Moshe Sharett (Shertok). Altri firmatari aggiunsero dei tocchi personali, tra essi Saadia Kobashi aggiunse la parola "HaLevy", riferendosi alla tribù di Levi.

Dopo che Sharett, l'ultimo dei firmatari, ebbe posto il proprio nome sul foglio, il pubblico si alzò di nuovo e l'orchestra filarmonica d'Israele suonò l'inno nazionale. Ben Gurion concluse l'evento con le parole:
(Ben Gurion)

## Conseguenze

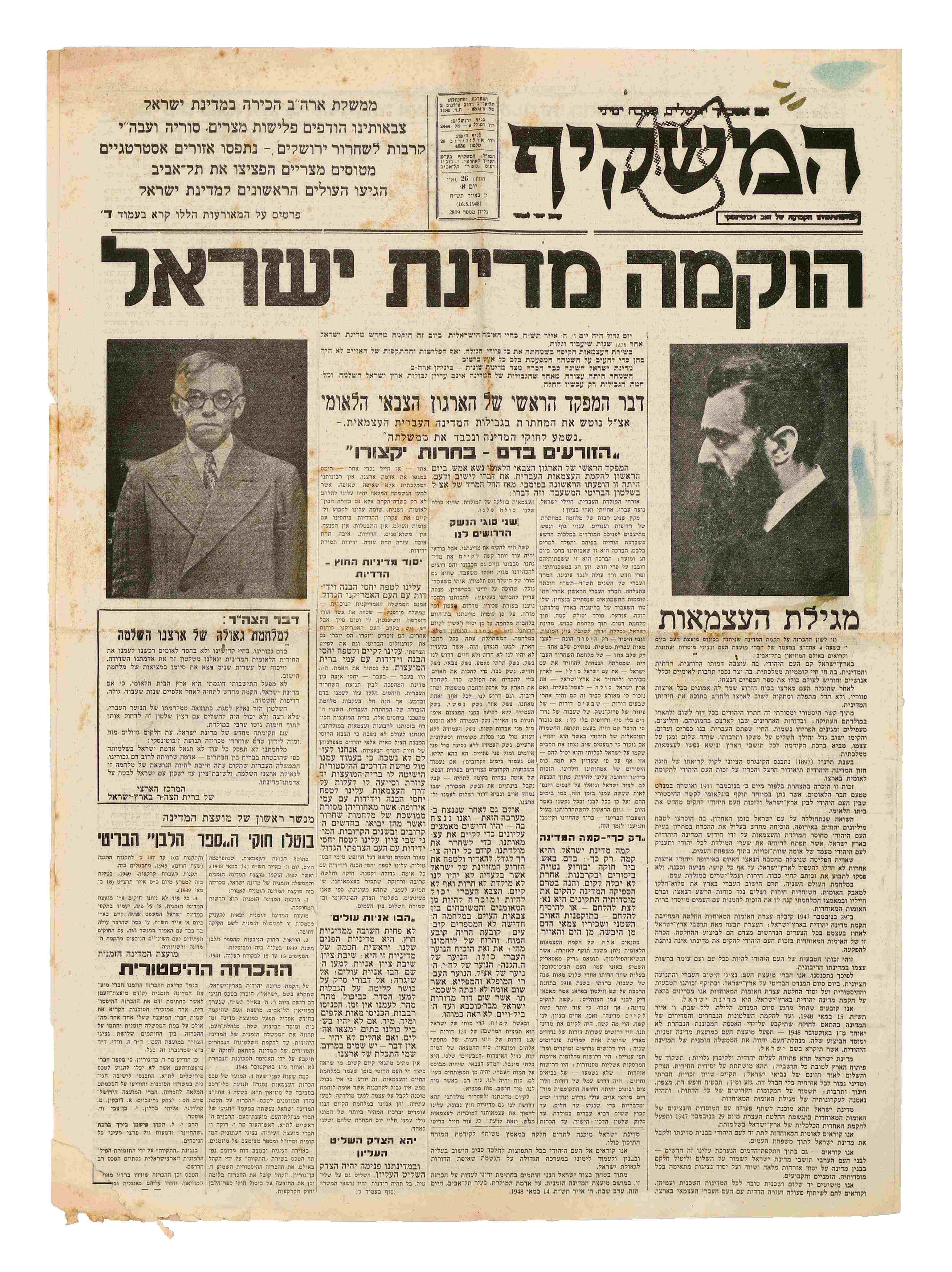
Numero di HaMashkif, giornale del movimento revisionista in Israele. Domenica, Iyar 7, 1948. Il titolo annuncia: "lo Stato d'Israele è stato stabilito". Sulla prima pagina compaiono fotografie di Herzl e Jabotinsky, il testo della Dichiarazione di Indipendenza e le parole del comandante principale di Irgun Tzeva'i Leumi

La dichiarazione è stata firmata in un contesto di guerra civile tra le popolazioni arabe ed ebraiche del mandato, iniziata il giorno dopo il voto di spartizione alle Nazioni Unite sei mesi prima. I vicini stati arabi e la Lega Araba si sono opposti al voto e hanno dichiarato che sarebbero intervenuti per impedirne l'attuazione. In un cablogramma del 15 maggio 1948 al Segretario Generale delle Nazioni Unite, il Segretario Generale della Lega degli Stati Arabi affermò che:
(Segretario generale della Lega degli stati Arabi)
Nei giorni successivi alla dichiarazione, gli eserciti di Egitto, Transgiordania, Iraq e Siria ingaggiarono truppe israeliane nell'area di quella che aveva appena cessato di essere Palestina mandataria, dando così inizio alla guerra arabo-israeliana del 1948. Una tregua iniziò l'11 giugno, ma i combattimenti ripresero l'8 luglio e si fermarono di nuovo il 18 luglio, prima di ricominciare a metà ottobre e terminare infine il 24 luglio 1949 con la firma dell'accordo di armistizio con la Siria. A quel punto Israele aveva mantenuto la sua indipendenza e aumentato la sua area di terra di quasi il 50% rispetto al piano delle Nazioni Unite del 1947.

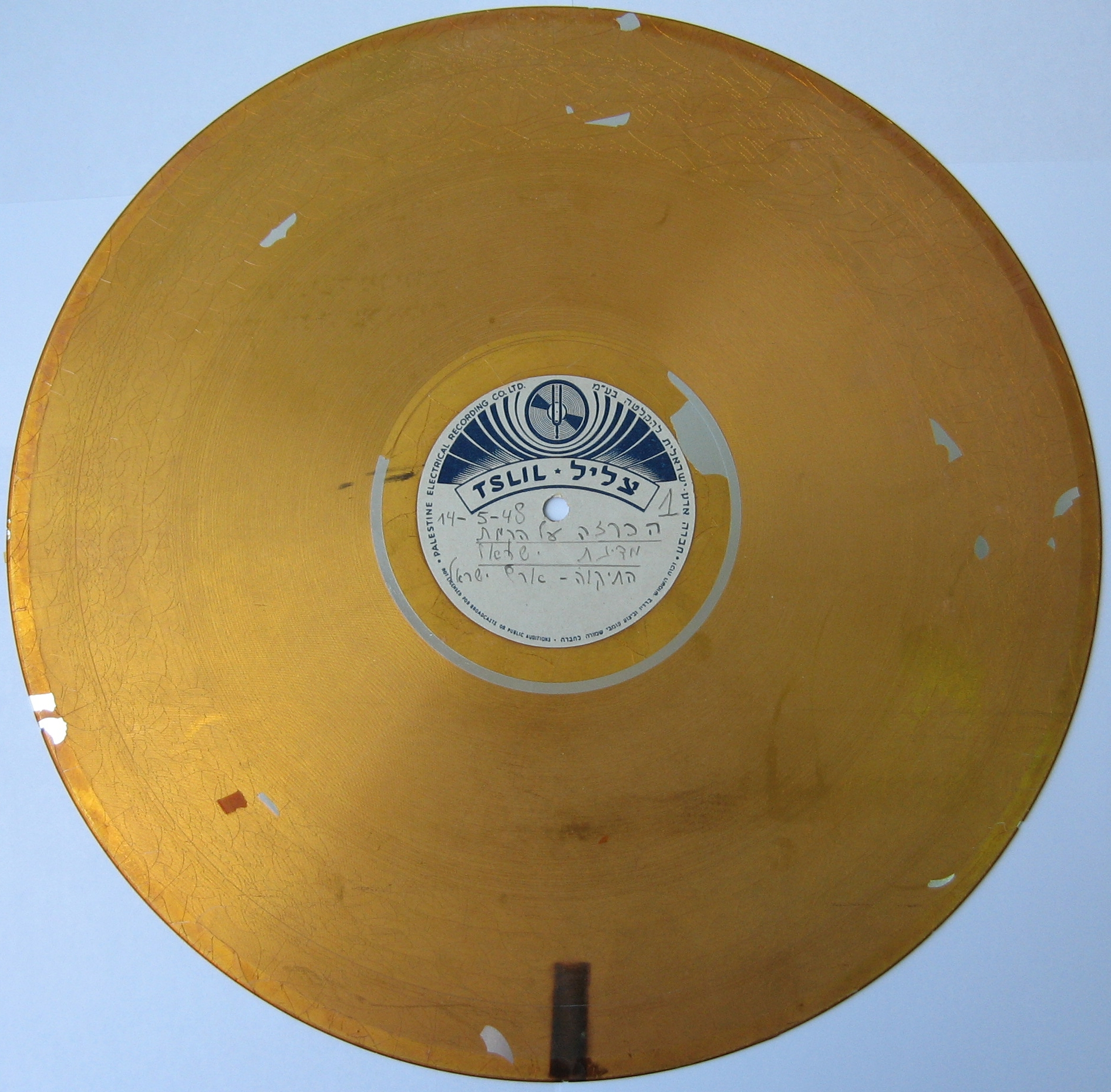
Il primo lato del disco con la registrazione della Dichiarazione di Indipendenza dello Stato d'Israele

In seguito alla dichiarazione, Moetzet HaAm divenne il Consiglio di Stato provvisorio, che fungeva da organo legislativo per il nuovo stato fino alle prime elezioni del gennaio 1949.
Molti dei firmatari avrebbero avuto un ruolo di primo piano nella politica israeliana dopo l'indipendenza: Moshe Sharett e Golda Meir sono stati entrambi Primo Ministro, Yitzhak Ben Zvi è diventato il secondo presidente del paese nel 1952, e molti altri sono stati ministri. David Remez fu il primo firmatario a morire, morendo nel maggio del 1951, mentre Meir Vilner, il più giovane firmatario a soli 29 anni, fu il più longevo, prestando servizio nella Knesset fino al 1990 e morendo nel giugno 2003. Eliyahu Berligne, il più vecchio firmatario di 82, è deceduto nel 1959.
Undici minuti dopo mezzanotte, gli Stati Uniti hanno di fatto riconosciuto lo Stato d'Israele. Ciò è stato seguito dall'Iran dello Scià Mohammad Reza Pahlavi - che aveva votato contro il piano di spartizione delle Nazioni Unite - Guatemala, Islanda, Nicaragua, Romania, Uruguay. L'Unione Sovietica fu la prima nazione a riconoscere pienamente Israele de jure il 17 maggio 1948, seguito da Polonia, Cecoslovacchia, Jugoslavia, Irlanda e Sudafrica. Gli Stati Uniti hanno esteso il riconoscimento ufficiale dopo le prime elezioni israeliane, come aveva promesso Truman il 31 gennaio 1949. In virtù della risoluzione dell'Assemblea generale 273 (III), Israele fu ammesso a far parte delle Nazioni Unite l'11 maggio 1949.
Nei tre anni successivi alla guerra arabo-israeliana del 1948, circa 700.000 ebrei immigrarono in Israele, risiedendo principalmente lungo i confini e nelle ex terre arabe. Circa 136.000 furono alcuni dei 250.000 sfollati ebrei della seconda guerra mondiale. E dalla guerra arabo-israeliana del 1948 fino ai primi anni '70, 800.000-1.000.000 di ebrei lasciarono, fuggirono o furono espulsi dalle loro case nei paesi arabi; 260.000 di loro raggiunsero Israele tra il 1948 e il 1951 e 600.000 entro il 1972.
Allo stesso tempo, un gran numero di arabi partì, fuggì o fu espulso da quello che divenne Israele. Nella relazione del comitato tecnico sui rifugiati, presentata alla Commissione di conciliazione delle Nazioni Unite per la Palestina a Losanna il 7 settembre 1949 A / 1367 / Rev.1 al paragrafo 15, la stima dell'esperto statistico, che il Comitato riteneva accurato quanto le circostanze lo consentivano, ha indicato che i rifugiati dal territorio controllato da Israele ammontavano a circa 711.000.

## Analisi
Per Alain Dieckhoff, se il regime politico d'Israele non è definito in questa dichiarazione, il suo carattere ebraico è affermato lì e i principi fondamentali che costituiscono uno stato di diritto appaiono lì esplicitamente: giustizia e pace, libertà di coscienza, adorazione, educazione e cultura, cittadinanza equa e completa e soprattutto:
(Alain Dieckhoff)
Lo stesso Alain Dieckhoff spiega anche che questa dichiarazione è il risultato di un compromesso tra i diversi componenti del movimento sionista. Pertanto, la designazione "Stato d'Israele" evita di parlare del concetto di "Repubblica d'Israele" che i sionisti religiosi hanno rifiutato. La creazione di questo stato è giustificata dal legame indissolubile tra il popolo ebraico e la sua terra, il volontarismo dei pionieri che resuscitarono la lingua ebraica, costruirono città e villaggi, dalla Shoah, dai principi del diritto internazionale (dichiarazione Balfour e il piano di partizione della Palestina votato dall'ONU) e dal principio di autodeterminazione. Finalmente ancora secondo Alain Dieckhoff, la roccia d'Israele menzionata in conclusione è intesa come popolo ebraico dagli agnostici e come Dio dai religiosi.

### Analisi per passaggi
Il documento inizia tracciando una linea diretta tra i tempi biblici e il presente:
Riconosce l'esilio ebraico nel corso dei secoli, citando sia la vecchia fede che la nuova "politica":
Parla del desiderio sincero degli ebrei di tornare nel loro ex paese:
Descrive l'immigrazione ebraica in Israele nei seguenti termini:
La Shoah spinge al reinsediamento della madrepatria:
Il 29 novembre 1947, l'Assemblea Generale approvò una risoluzione che raccomandava i profili per "La futura Costituzione e Governo della Palestina". Ha raccomandato l'istituzione di un governo provvisorio per lo stato ebraico, che potrebbe essere soggetto a determinati requisiti e garanzie costituzionali. Ha incoraggiato gli abitanti d'Israele a prendere le misure necessarie per attuare una forma costituzionale di governo. Sulle questioni di sovranità e autodeterminazione:
Il nuovo stato ha promesso che avrebbe preso le misure necessarie per l'unione economica di tutta la terra d'Israele e ha dichiarato:
Infine, gli ebrei della diaspora sono chiamati a unirsi agli "ebrei liberi nella loro terra" immigrando e costruendo e per stare con coloro che lottano per la realizzazione del loro sogno eterno, la redenzione d'Israele. La Dichiarazione distingue tra ebrei nella terra d'Israele ed ebrei nel resto del mondo. Si conclude con la frase "MiToh Bitahon BeTzur Yisrael", che può essere tradotta come "Con fede nel Dio d'Israele" o, in alternativa, "Con la forza d'Israele". Questo doppio significato significava che il documento finiva in modo soddisfacente sia per le fazioni secolari che per quelle religiose dello Yishuv.

## Struttura

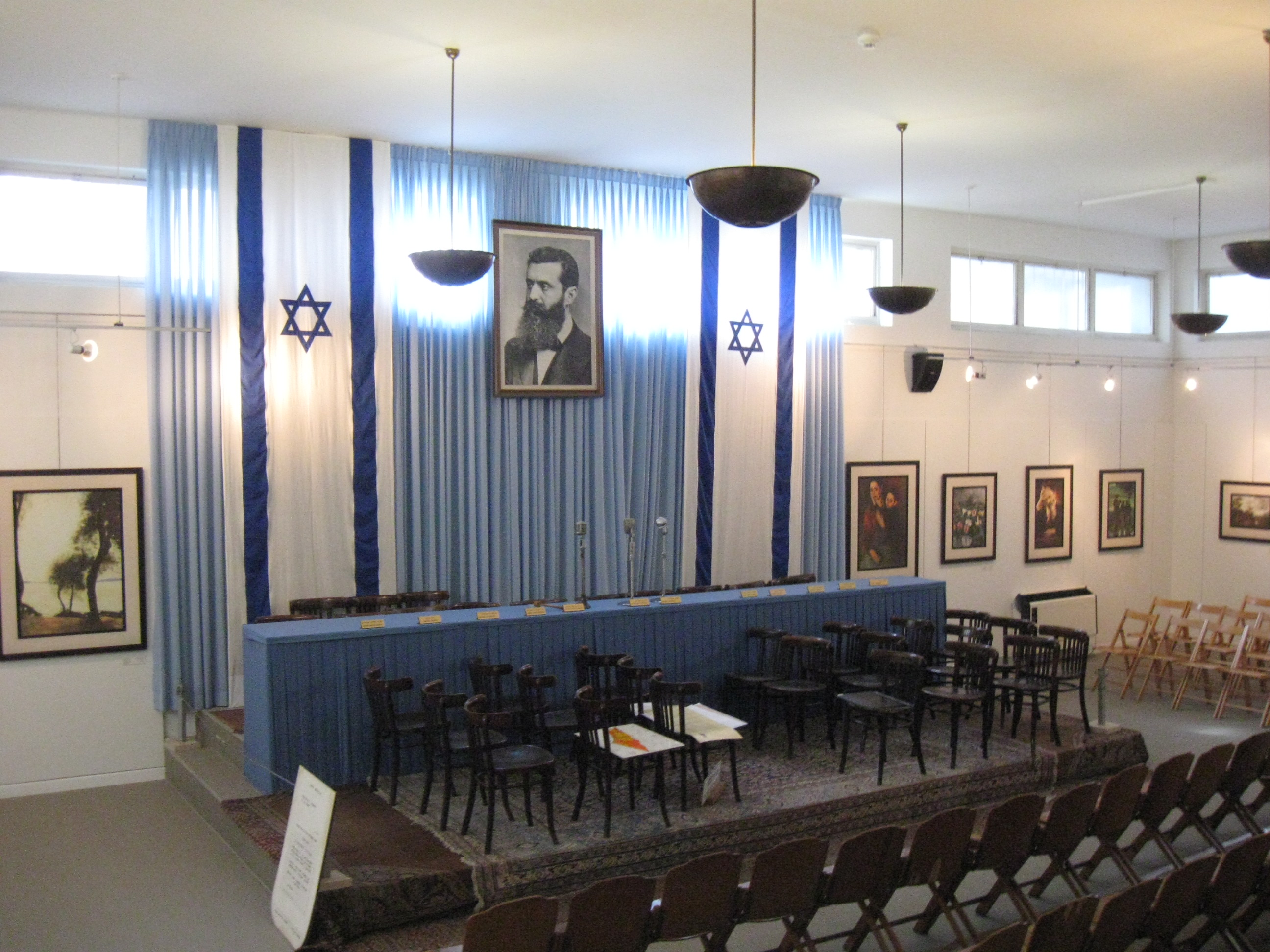
Interno della Independence Hall ai giorni nostri

### Principi
I principi del nuovo stato sono nella sua terza sezione. Questa sezione descrive i principi di base in base ai quali lo Stato d'Israele opererà:
- Lo Stato d'Israele sarà aperto all'immigrazione ebraica.
- Lo Stato d'Israele prenderà in considerazione lo sviluppo della terra a beneficio di tutti i suoi residenti.
- Lo Stato d'Israele sarà fondato sulle basi della libertà, della giustizia e della pace alla luce della visione dei profeti d'Israele.
- Lo Stato d'Israele manterrà pari diritti sociali e politici per tutti i suoi cittadini, indipendentemente da religione, razza e genere.
- Lo Stato d'Israele garantirà la libertà di religione, libertà di coscienza, lingua, istruzione e cultura.
- Lo Stato d'Israele preserverà i luoghi santi per tutte le religioni.
- Lo Stato d'Israele sarà fedele ai principi della Carta delle Nazioni Unite.

Questi principi sono alla base della definizione dello Stato d'Israele come stato ebraico e democratico.

### Dichiarazione d'intenti alle nazioni
Nella quarta sezione (dichiarazione di intenti) vi è un obbligo più specifico e in particolare nei confronti degli arabi d'Israele.
- Nazioni Unite, per favore, dai una mano al popolo ebraico nel costruire il suo stato e nell'accettare lo Stato d'Israele nella famiglia delle nazioni.
- Residenti arabi dello Stato d'Israele, che chiedono la pace e prendono parte alla costruzione dello stato sulla base della piena ed equa cittadinanza e rappresentanza nelle istituzioni governative.
- I paesi vicini e i loro popoli, chiedendo cooperazione e assistenza reciproca con il popolo ebraico indipendente nel loro paese.
- Il popolo ebraico nella diaspora, chiedendo l'immigrazione nello Stato d'Israele, contribuisce alla sua costruzione e si pone sempre alla sua destra.

## Osservazioni in merito alla dichiarazione d'indipendenza da parte del consiglio di stato provvisorio

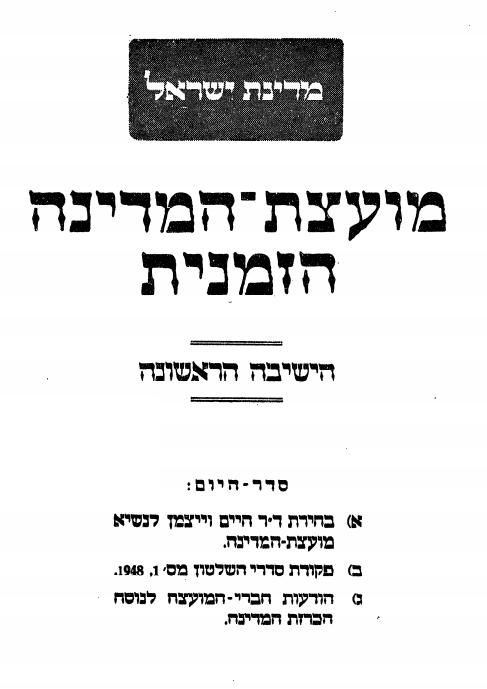
Prima pagina del verbale della prima riunione del Consiglio provvisorio dello Stato d'Israele

Nella prima riunione del Consiglio di Stato provvisorio, i membri del consiglio hanno fornito informazioni sulla dichiarazione di stato.
- Tzvi Segal, IDF:

- Meir David Lewenstein, Agudat Yisrael:

Signori! Dovrei notare che, nonostante tutto quanto sopra, io, rappresentante di Agud-Israele, ho anche firmato la dichiarazione del Consiglio popolare, l'ho fatto, riconoscendo la dura responsabilità e il pericolo che ci circonda ovunque per impedire alle nazioni del mondo di interpretare le nostre riserve sul contenuto e la formulazione secolare della dichiarazione come una divisione all'interno del campo. Israele.»

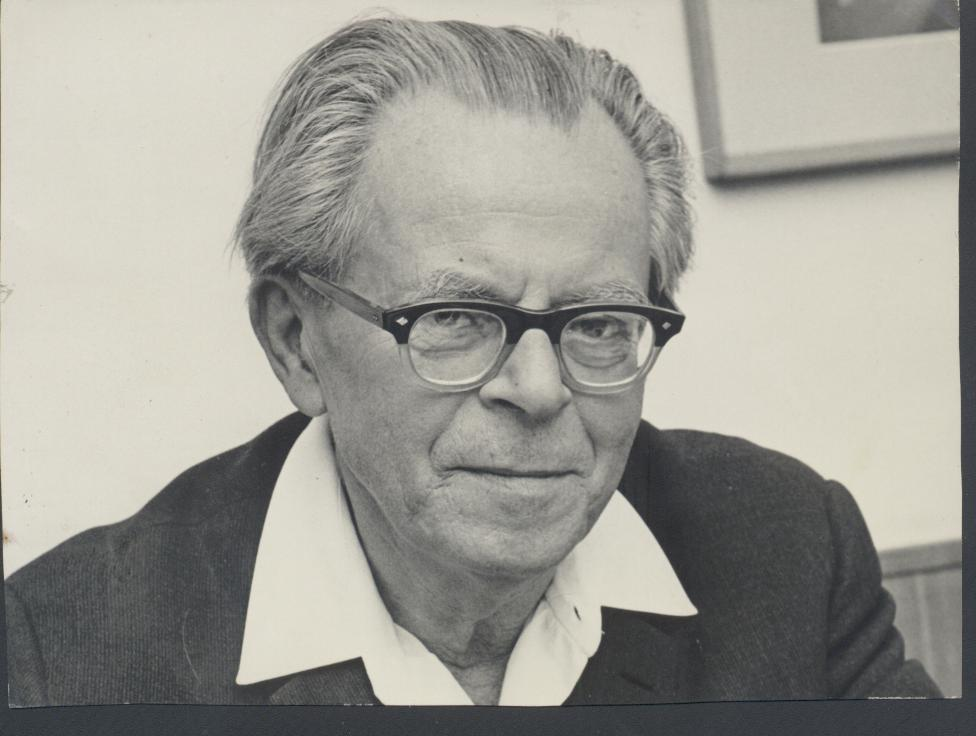
Zvi Lurie nel 1962

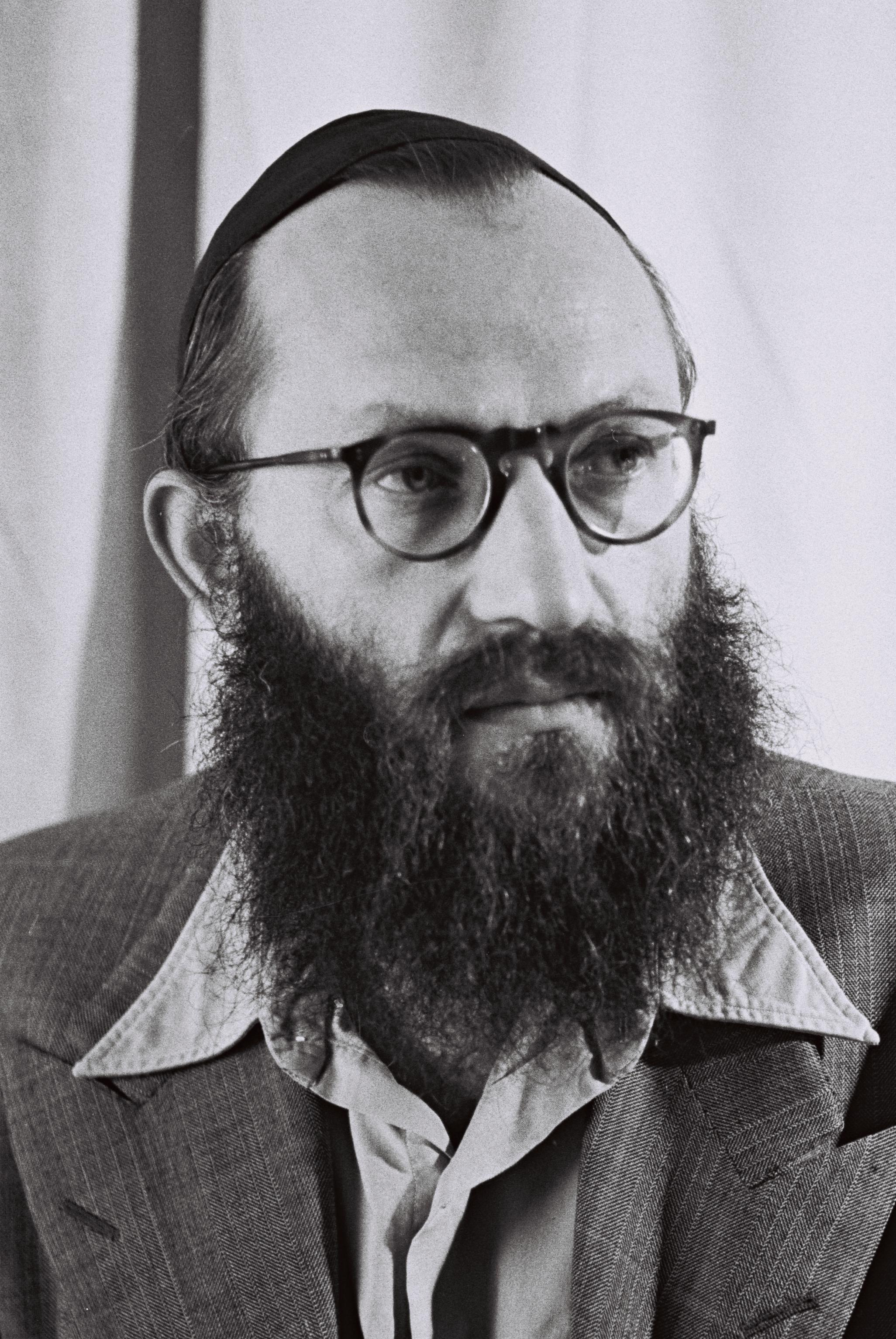
Kalman Kahane nel 1951

- Samuel Mykonis, comunisti:

- Zvi Lurie, Mapam:

- Kalman Kahane, lavoratori AGO:

- David Ben-Gurion, Primo Ministro:

## Status nella legge israeliana

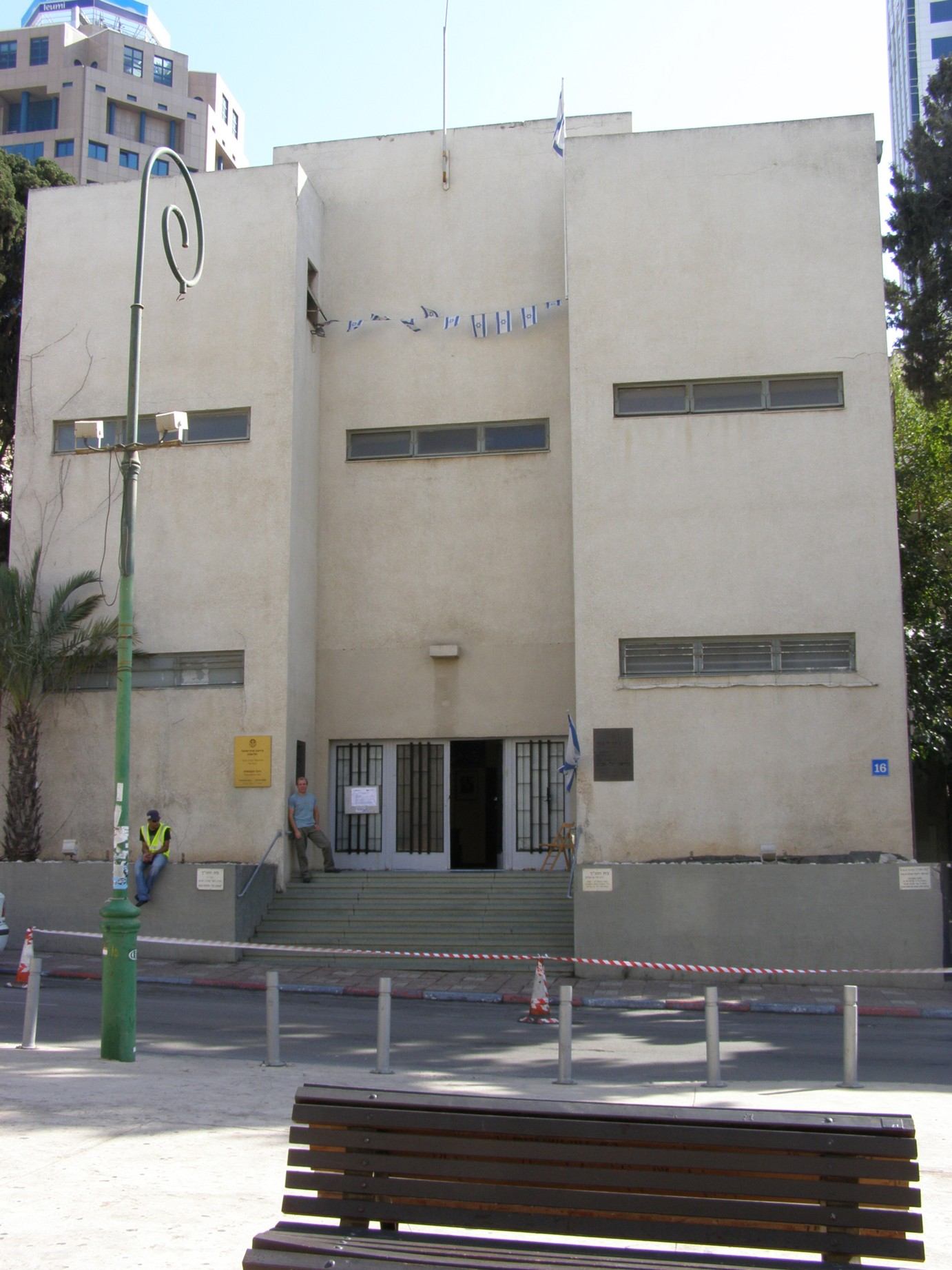
Independence Hall nel 2007

L'articolo 13 della dichiarazione prevede che: 
(Dichiarazione di indipendenza israeliana)
 Tuttavia, la Knesset sostiene che la dichiarazione non è un documento legale ordinario né parte della costituzione. La corte suprema ha stabilito che le garanzie erano dei semplici principi guida e che la dichiarazione non è una legge costituzionale che emana una sentenza pratica sul rispetto o l'annullamento di varie ordinanze e statuti.

Nel 1994 la Knesset ha modificato due leggi fondamentali, dignità umana e libertà, introducendo, tra le altre modifiche, una dichiarazione in cui si afferma che: 
(Costituzione d'Israele)

## Rotolo di pergamena
Sebbene Ben Gurion abbia detto al pubblico che stava leggendo dal rotolo di indipendenza, in realtà stava leggendo da appunti scritti a mano perché solo la parte inferiore del rotolo era stata completata dall'artista e calligrafo Otte Wallish al momento della dichiarazione e il resto del documento non è stato completato fino a giugno. La pergamena, rilegata in tre parti, è generalmente conservata negli Archivi nazionali del paese.

## Ricorrenza

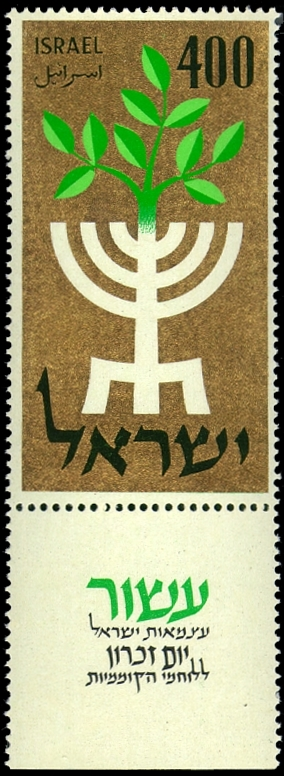
Francobollo israeliano del 1958 che commemora il decimo anno di indipendenza

La Dichiarazione di Indipendenza viene celebrata ogni anno in Israele durante la festa nazionale di Yom HaAtzmaut (in ebraico יום העצמאות), che si celebra il quinto giorno del mese di Ijar immediatamente dopo il Giorno della Memoria dei Caduti (Yom HaZikaron).
Nei territori palestinesi è ricordata durante il giorno della Nakba.

## Nella cultura popolare
Alla dichiarazione è stato dedicato un francobollo in Israele per il decimo anniversario nel 1958.
Il testo della pergamena è presentato nell'ultima pagina del dizionario di Lily Stone in sei volumi, pubblicato nel 2000.
In occasione della festa dell'indipendenza, la dichiarazione di indipendenza è stata stampata a Gerusalemme una versione che misurava 6 metri di altezza per 1,6 metri di larghezza. È stata appesa ad un'impalcatura.
Nel 2012, il Consiglio per la conservazione dei siti Web, in collaborazione con l'uomo d'affari Boaz Dekel, ha avviato una cerimonia per ripristinare la firma della Dichiarazione di Indipendenza da parte di nipoti o figli, di tutti i 37 firmatari della Dichiarazione d'Indipendenza. La cerimonia si tenne nella Independence Hall di Tel Aviv, il luogo in cui fu firmata la Dichiarazione d'Indipendenza nel 1948.

## Confronto con dichiarazione di indipendenza degli Stati Uniti d'America
Vi sono differenze e somiglianze tra le due affermazioni scritte in momenti diversi, in circostanze storiche diverse e su contesti ideologici diversi. La dichiarazione d'indipendenza israeliana, come la dichiarazione d'indipendenza americana, dichiara l'indipendenza politica. Entrambi iniziano parlando dei seguenti concetti: verità, ragione e spiegazione della situazione storica che porta alla conclusione della dichiarazione d'indipendenza. La dichiarazione americana è incentrata sui principi illuministici di libertà, autodeterminazione e ragione morale, la dichiarazione d'indipendenza israeliana enfatizza una storia più antica: la storia ebraica nella terra d'Israele e la diaspora ebraica, ma anche la dichiarazione Balfour, la Shoah e la risoluzione delle Nazioni Unite. Nonostante la lunga lista di torti morali dal re britannico e dal parlamento britannico verso le colonie, la dichiarazione d'indipendenza israeliana non critica esplicitamente la Gran Bretagna e il governo del mandato britannico. Essa viene infatti formulata senza contrasti perché si basa sulla decisione delle Nazioni Unite successiva al disimpegno inglese come potenza mandataria. Contrariamente alla dichiarazione d'indipendenza americana in cui Dio è nominato per appellativi (Dio della natura, Creatore, Corte suprema, Provvidenza) come espressione della credenze massoniche di stampo deista, nella dichiarazione d'indipendenza israeliana, dio è sempre menzionato e solo una volta appare col titolo di "Tzur Yisrael". Contrariamente alla dichiarazione di indipendenza americana in cui l'enfasi è posta sull'indipendenza e il disimpegno politico dalla "Corona britannica", la dichiarazione d'indipendenza israeliana enfatizza il carattere del giovane stato e la sua attività futura.
C'è una certa somiglianza tra i due testi in diverse sezioni:
| Sezione                      | Dichiarazione di indipendenza d'Israele | Dichiarazione di indipendenza degli Stati Uniti |
| ---------------------------- | --- | --- |
| Verità                       | In Palestina fu fondato il popolo ebraico, in cui si formò la sua figura spirituale, religiosa e politica, in cui visse uno stato di comunione, in cui creò beni culturali nazionali e interamente umani e lasciò in eredità al mondo il libro della vita eterna. | Crediamo che queste verità siano evidenti, che tutti gli esseri umani sono creati uguali e il loro Creatore ha concesso loro diritti inalienabili, tra cui: vita, libertà e ricerca della felicità. |
| Ragione del diritto naturale | Questa dichiarazione delle Nazioni Unite del diritto del popolo ebraico di stabilire il proprio stato ci non può essere tolta. È naturale diritto del popolo ebraico esistere come popolo e col proprio stato sovrano. | E ogni volta che una forma di governo diventa lesiva di questi diritti, è il diritto della gente di cambiarlo o annullarlo. È loro diritto, e persino loro dovere, rinunciare a questo tipo di governo e mettere nuove guardie sulla loro sicurezza per il futuro a venire. |
| Legittimazione               | Durante la seconda guerra mondiale, la comunità ebraica in Israele contribuì pienamente alla lotta delle nazioni che perseguivano la libertà e la pace contro le forze naziste, e nel sangue dei suoi soldati e il suo sforzo bellico le fece acquisire il diritto di rimanere con i popoli delle Nazioni Unite.                                                                              | In ognuna di queste fasi dell'oppressione, abbiamo cercato di correggere la distorsione nella lingua dei più umilianti. Inoltre, non disdegnavamo il nostro rapporto con i nostri fratelli britannici. Periodicamente li avvertivamo dei tentativi della loro legislatura d'imporci leggi ingiustificate. Dobbiamo quindi venire a patti con la necessità, che ci ha fatto annunciare la nostra separazione. |
| Organismo di dichiarazione   | Pertanto qui riuniti, siamo membri del Consiglio del Popolo, rappresentanti della comunità ebraica e il movimento sionista, alla scadenza del mandato britannico della Palestina, e in effetti la nostra naturale e storico e sulla base della risoluzione delle Nazioni Unite, dichiariamo con la presente dichiarazione la creazione di uno stato ebraico in Palestina, lo Stato d'Israele. | Pertanto, siamo rappresentanti degli Stati Uniti d'America, riuniti al Congresso Generale, e facciamo appello al Giudice Supremo di tutti i mondi e gli chiediamo di vedere la giustizia delle nostre intenzioni, e ci dichiariamo solennemente, per loro e per legge, stati liberi e indipendenti. |
| Firma                        | Con fede nel Dio d'Israele, apponiamo la nostra firma a questa dichiarazione. | E per questa dichiarazione, con ferma certezza sotto gli auspici della suprema provvidenza, ci impegniamo a vicenda, alla nostra vita, alla nostra proprietà e alla nostra dignità. |

## Elenco firmatari

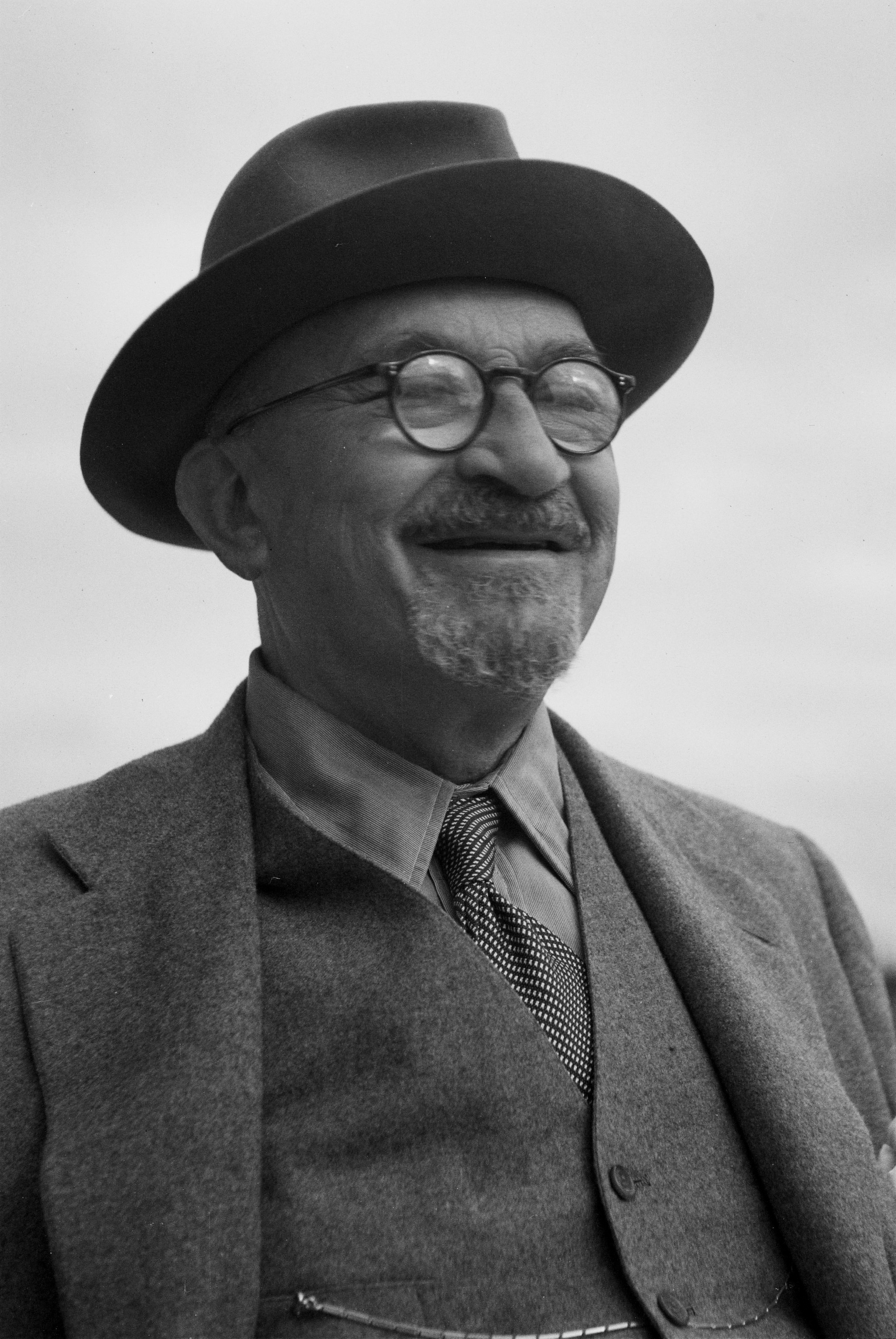
Chaim Weizmann a New York al momento della firma chiederà in seguito di poterla firmare ricevendo un rifiuto da Ben Gurion che userà la mancata firma di Weizmann per trarne un vantaggio politico. Weizmann riuscirà in seguito a essere eletto presidente

Questo è l'elenco numerato dei firmatari in ordine di firma, il primo che firmò fu Ben Gurion, dopo di lui firmarono in ordine alfabetico.
1. David Ben Gurion - leader dell'Organizzazione sionista mondiale e capo dell'Agenzia ebraica
2. Daniel Auster - vice sindaco di Gerusalemme
3. Yitzhak Ben Zvi - presidente del Consiglio nazionale ebraico (Wa'ad ha-Leumi)
4. Mordechai Bentov - giornalista, membro dell'Agenzia Ebraica
5. Eliyahu Berligne - membro del Consiglio nazionale ebraico (Wa'ad ha-Leumi)
6. Fritz Bernstein - direttore del dipartimento economico dell'Agenzia Ebraica
7. Rachel Cohen Kagan - direttore del dipartimento sociale del Consiglio nazionale ebraico (Wa'ad ha-Leumi)
8. Eliyahu Dobkin - direttore esecutivo dell'Agenzia Ebraica
9. Yehuda Leib Fishman - rabbino, leader del sionismo religioso
10. Zeev Gold - rabbino, direttore del dipartimento di Gerusalemme dell'Agenzia Ebraica
11. Meir Grabovsky - Sionista, membro del partito Mapai
12. Avraham Granovskij - direttore del Fondo Nazionale Ebraico
13. Yitzhak Gruenbaum - membro del Consiglio popolare (Mo'ezet ha-Am)
14. Kalman Kahana - rabbino ultra-ortodosso, membro del partito Agudat Yisrael
15. Eliezer Kaplan - membro dell'agenzia esecutiva dell'Agenzia Ebraica
16. Avraham Katznelson - membro del Consiglio nazionale ebraico (Wa'ad ha-Leumi)
17. Saadia Kobashi - membro del Consiglio nazionale ebraico (Wa'ad ha-Leumi)
18. Moshe Kolodny - direttore del dipartimento immigrazione dell'Agenzia Ebraica
19. Yitzhak Meir Levin - rabbino ultra-ortodosso, membro del partito Agudat Yisrael
20. Meir David Loewenstein - membro del Consiglio popolare (Mo'ezet ha-Am)
21. Zvi Luria - membro del Consiglio nazionale ebraico (Wa'ad ha-Leumi)
22. Golda Meir - direttore del dipartimento politico dell'Agenzia Ebraica
23. Nahum Nir - membro del Consiglio popolare (Mo'ezet ha-Am)
24. David Zvi Pinkas - membro del Consiglio nazionale ebraico (Wa'ad ha-Leumi)
25. Felix Rosenblueth - avvocato, membro del partito Mapai
26. David Remez - membro del Consiglio nazionale ebraico (Wa'ad ha-Leumi)
27. Berl Repetur - membro del Consiglio popolare (Mo'ezet ha-Am)
28. Zvi Segal - vice presidente del movimento revisionista sionista
29. Mordechai Shatner - membro del Consiglio nazionale ebraico (Wa'ad ha-Leumi)
30. Ben Zion Sternberg - politico del movimento sionismo revisionista
31. Bechor Shalom Sheetrit - capo giudice del distretto di Lod
32. Haim Moshe Shapira - membro del dipartimento immigrazione dell'Agenzia Ebraica
33. Moshe Shertok - negoziatore per conto movimento sionista presso le autorità mandatarie britanniche
34. Herzl Vardi - giornalista e politico della tendenza revisionista del sionismo
35. Meir Vilner - membro del Partito Comunista Palestinese
36. Zerach Warhaftig - avvocato all'università ebraica
37. Aharon Zisling - delegato dell'Agenzia Ebraica all'ONU

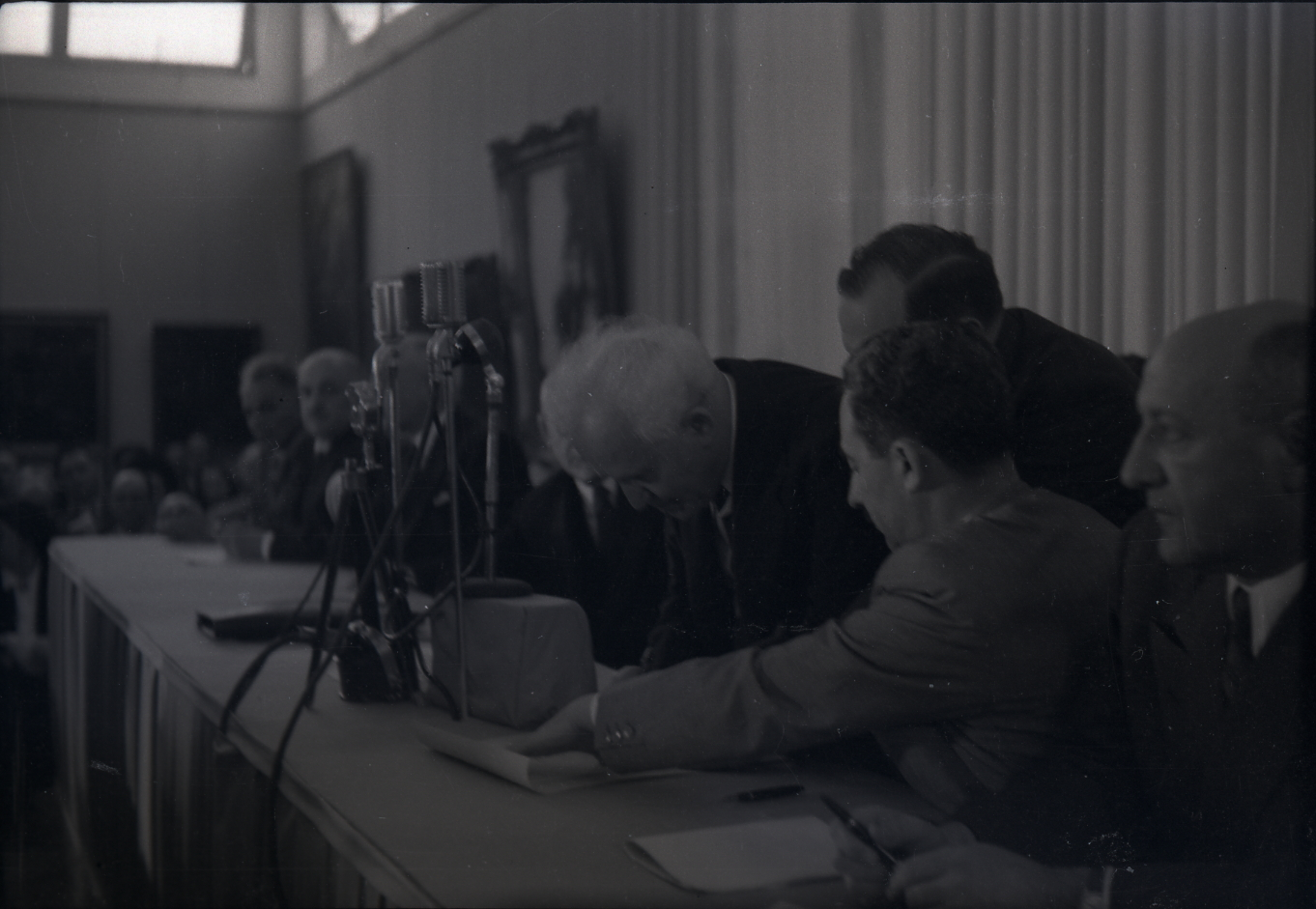
Ben Gurion, primo firmatario e, data la sua importanza, unico che non firmo rispettando l'ordine alfabetico
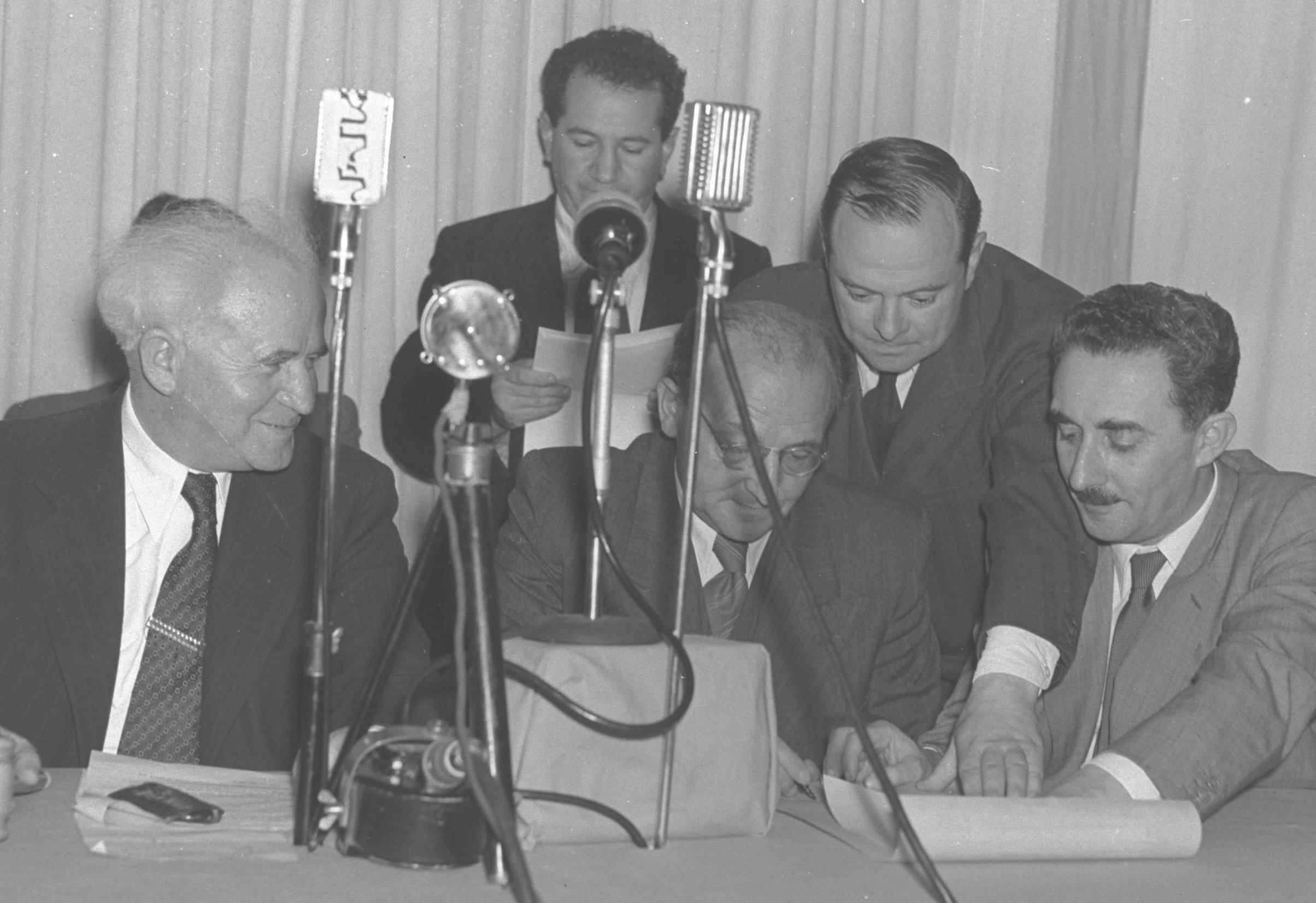
Peretz Bernstein, sesto firmatario
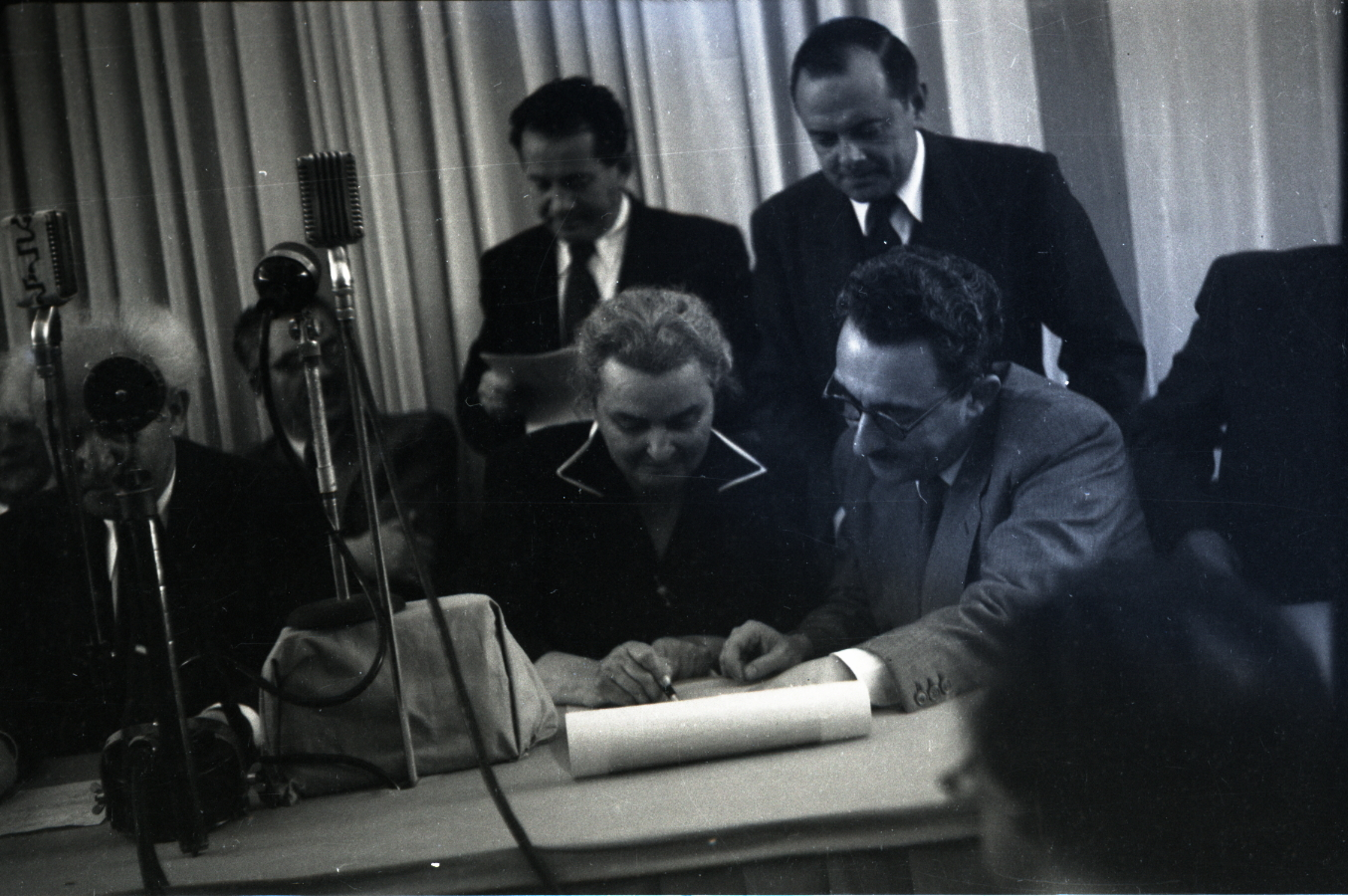
Rachel Cohen Kagan, settima firmataria
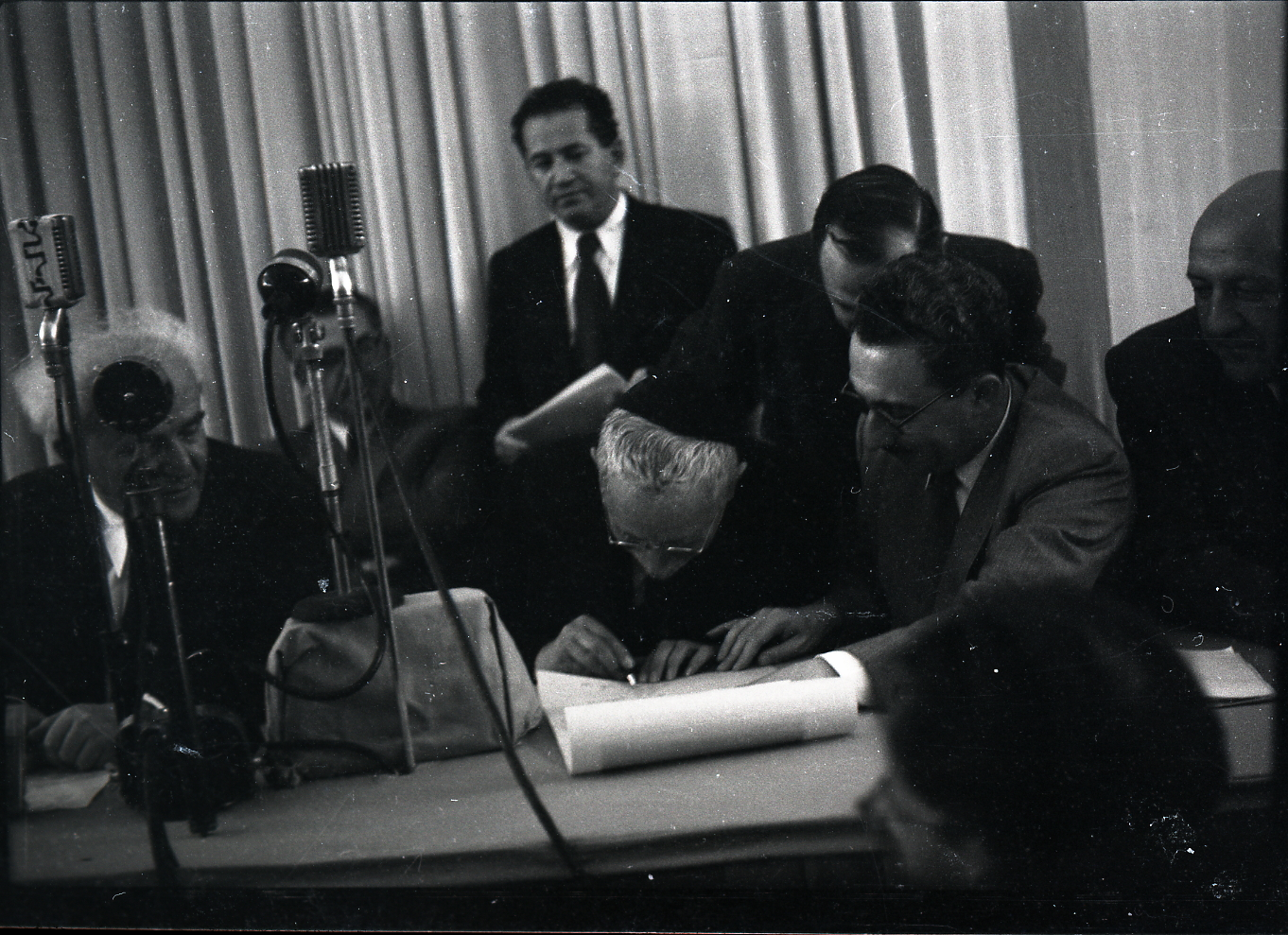
Yehuda Leib Fishman, nono firmatario
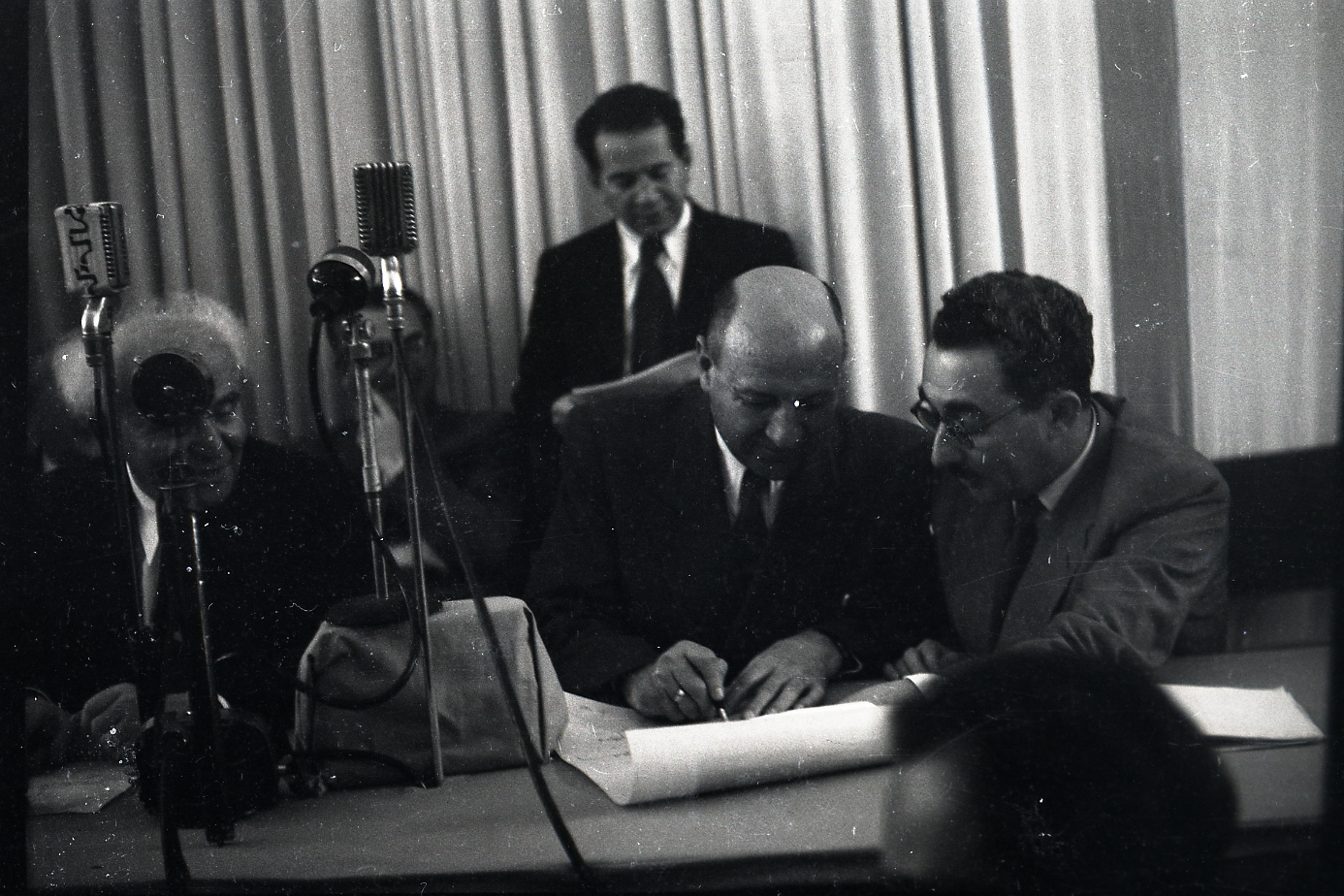
Eliezer Kaplan, quindicesimo firmatario
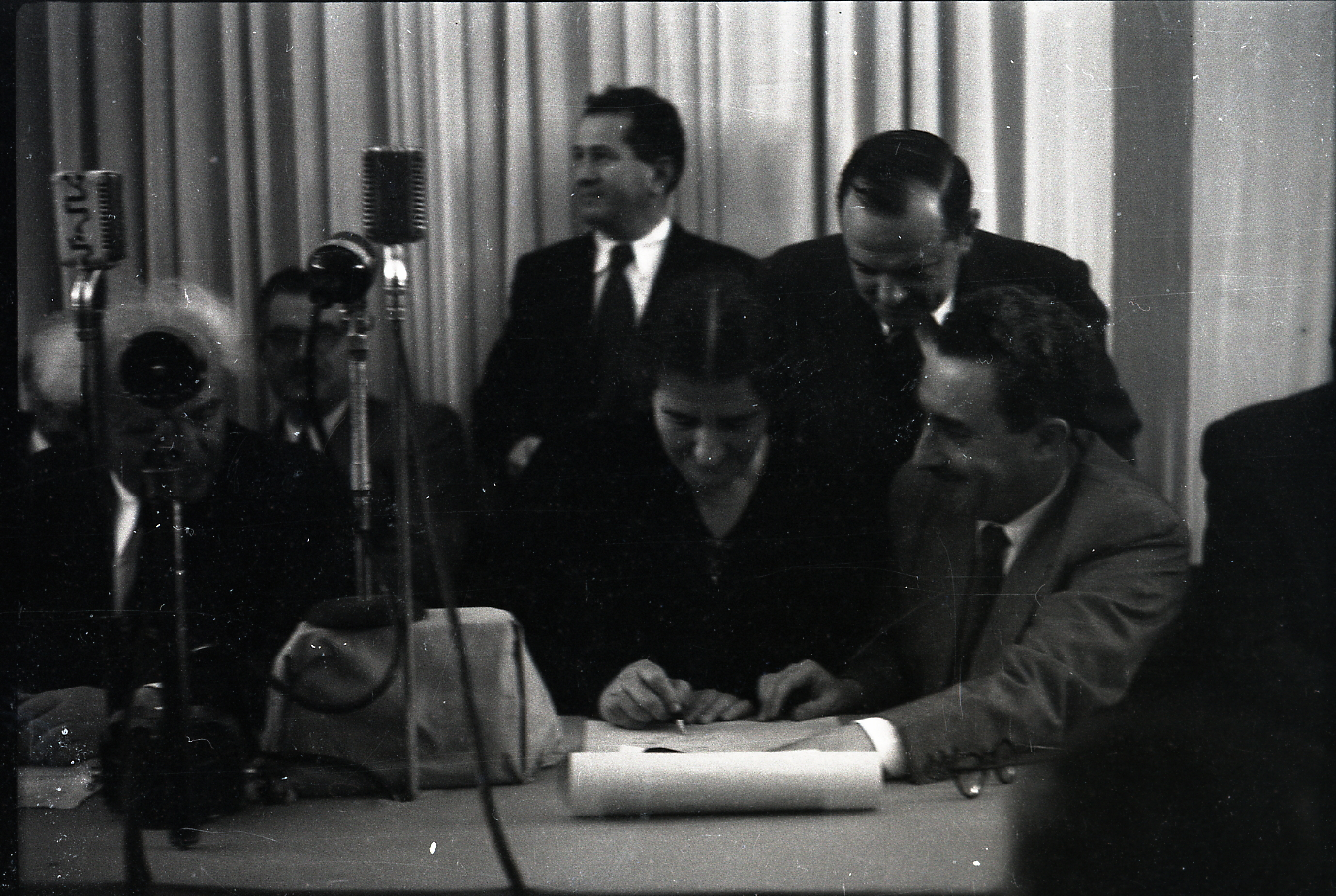
Golda Meir, ventiduesima firmataria
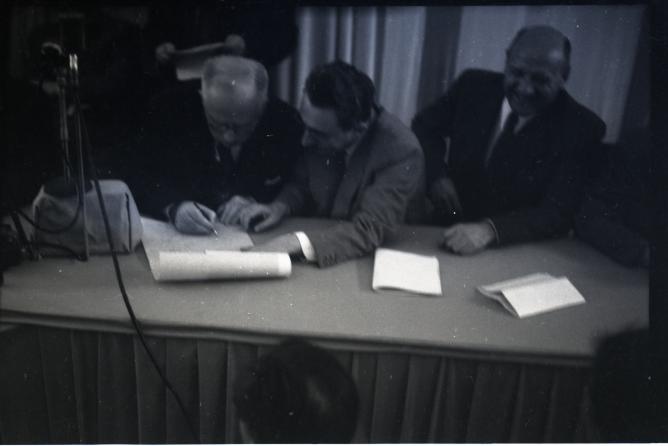
Pinchas Rosen, venticinquesimo firmatario
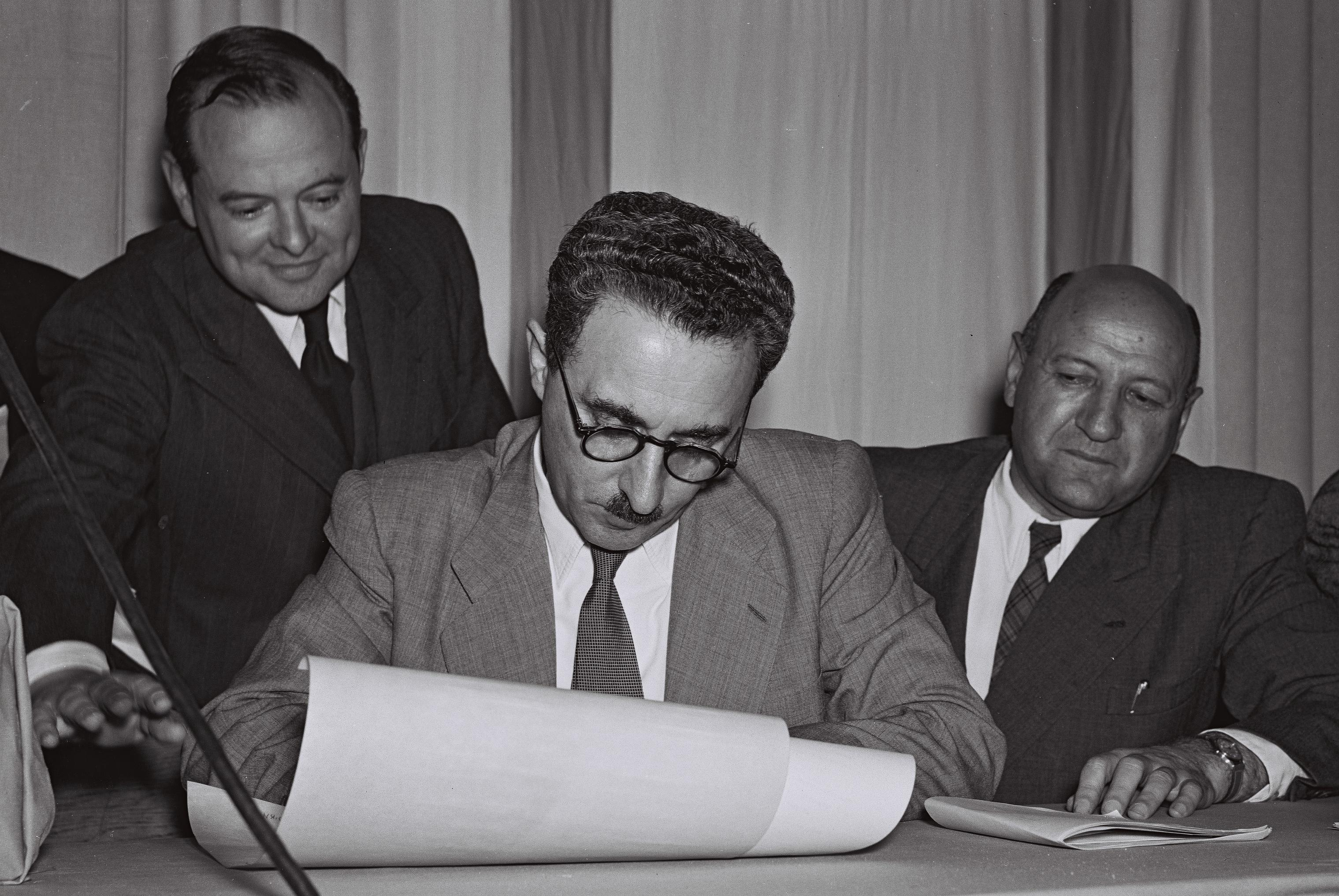
Moshe Sharett, trentatreesimo firmatario
Aaron Zizling, trentasettesimo e ultimo firmatario